# Хьюстон
 Хью́стон (англ. Houston, американское произношение: [ˈhjuːstən] (слушать)о файле) — четвёртый по количеству жителей город в Соединённых Штатах Америки и крупнейший город в штате Техас с населением 2 314 157 человек в 2023 году по оценке Бюро переписи населения США. Хьюстон является административным центром округа Харрис, а также главным экономическим центром агломерации Большого Хьюстона, занимающего пятое место среди агломераций по населению с общей численностью 7 510 523 человек по оценке за 2023 год. Город располагается в 50 километрах от Мексиканского залива на прибрежной равнине.
Хьюстон был основан 30 августа 1836 года и включён в состав республики Техас 5 июня 1837 года, получив своё имя в честь Сэмюэла Хьюстона — главнокомандующего армией Техаса во время Техасской революции и президента Республики Техас. Быстрое развитие порта и железных дорог в XIX веке, а также начало добычи нефти и последовавшее развитие нефтяной промышленности в XX веке привели к быстрому росту населения. В 1960-е годы количество жителей превысило один миллион человек, а в 2000-е — два миллиона.
Город является ведущим мировым центром энергетической промышленности, а экономика города также представлена предприятиями в области аэронавтики, транспорта и здравоохранения. Важнейшими объектами для экономики и инфраструктуры города являются космический центр имени Линдона Джонсона, крупнейший американский по международным грузоперевозкам порт, хьюстонский судоходный канал, крупнейший в мире Техасский медицинский центр.

## История

### Этимология и основание

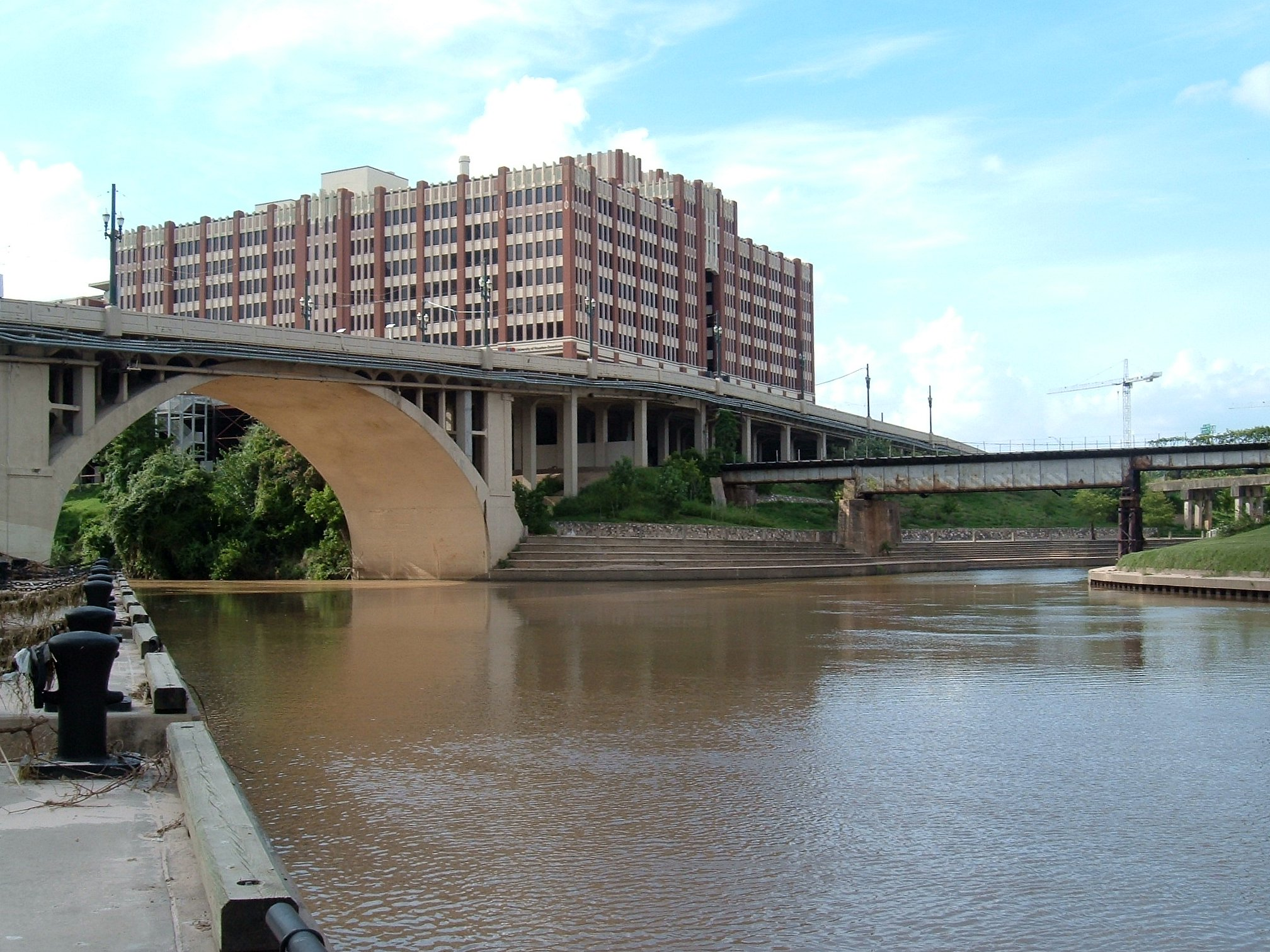
Allen’s Landing — место, где был основан город

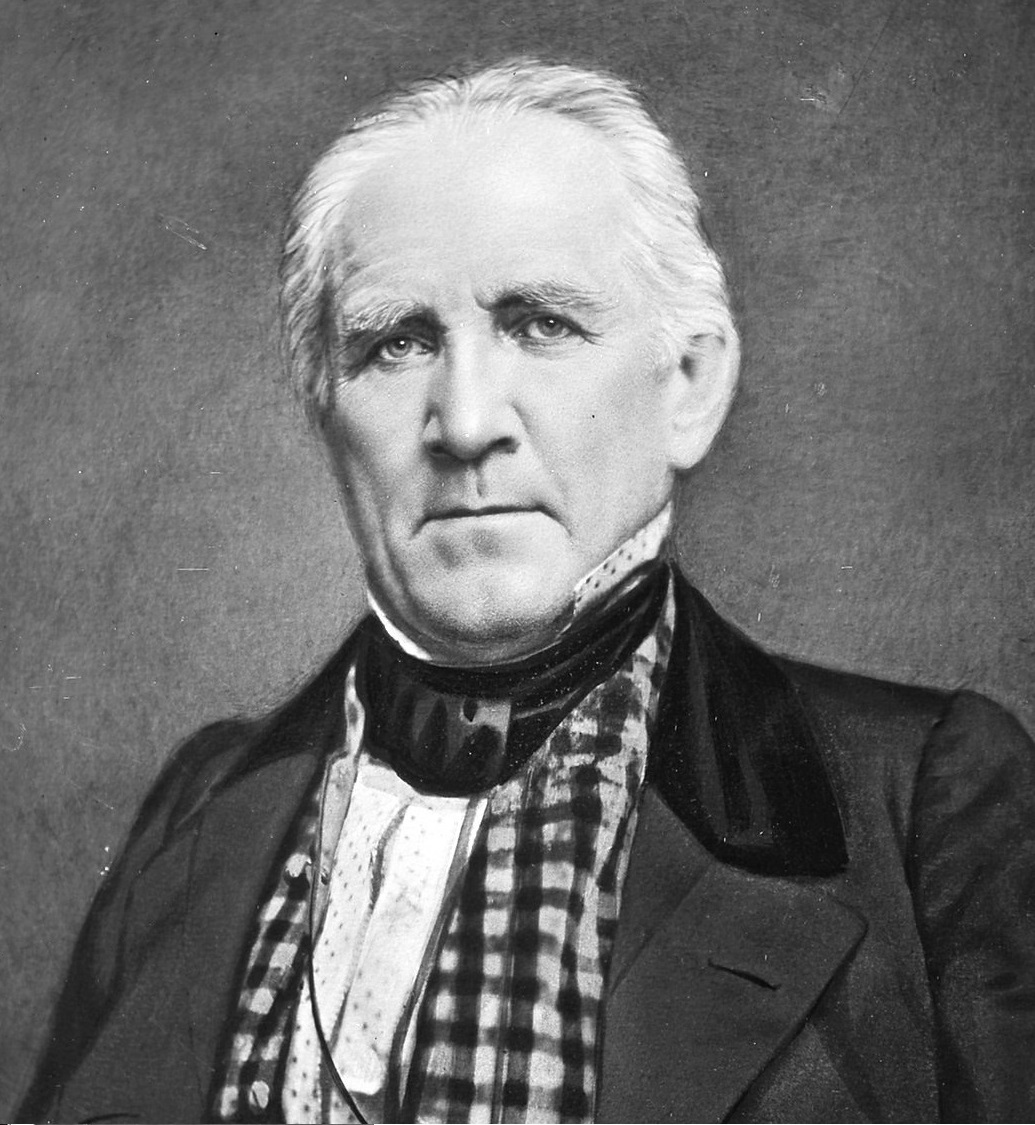
Сэмюэл Хьюстон

Город назван в честь Сэмюэла Хьюстона — главнокомандующего армией Техаса во время Техасской революции (1835—1836) и президента Республики Техас (1836—1838, 1841—1844).
После окончания войны за независимость Техаса, в августе 1836 года предприниматели братья Август и Джон Аллены купили 26,9 км² земли вдоль реки Буффало-Байю, планируя основать на ней населённый пункт. Они хотели, чтобы будущий город стал столицей Техаса и крупным торговым центром.
Датой основания города принято считать 30 августа 1836 года, когда братья Аллены разместили объявление о появлении города. Город назвали в честь генерала Сэма Хьюстона, возглавлявшего армию техасцев в битве при Сан-Хасинто во время войны против Мексики, позже избранного президентом Техаса. На январь 1837 года в посёлке проживало всего 12 человек, однако через четыре месяца население возросло до 1500 человек. 5 июня 1837 года город был включён в округ Гаррисберг (ныне Харрис) и стал временной столицей Республики Техас, которой оставался до 1839 года. Первым мэром Хьюстона стал Джеймс Холман.

### XIX век

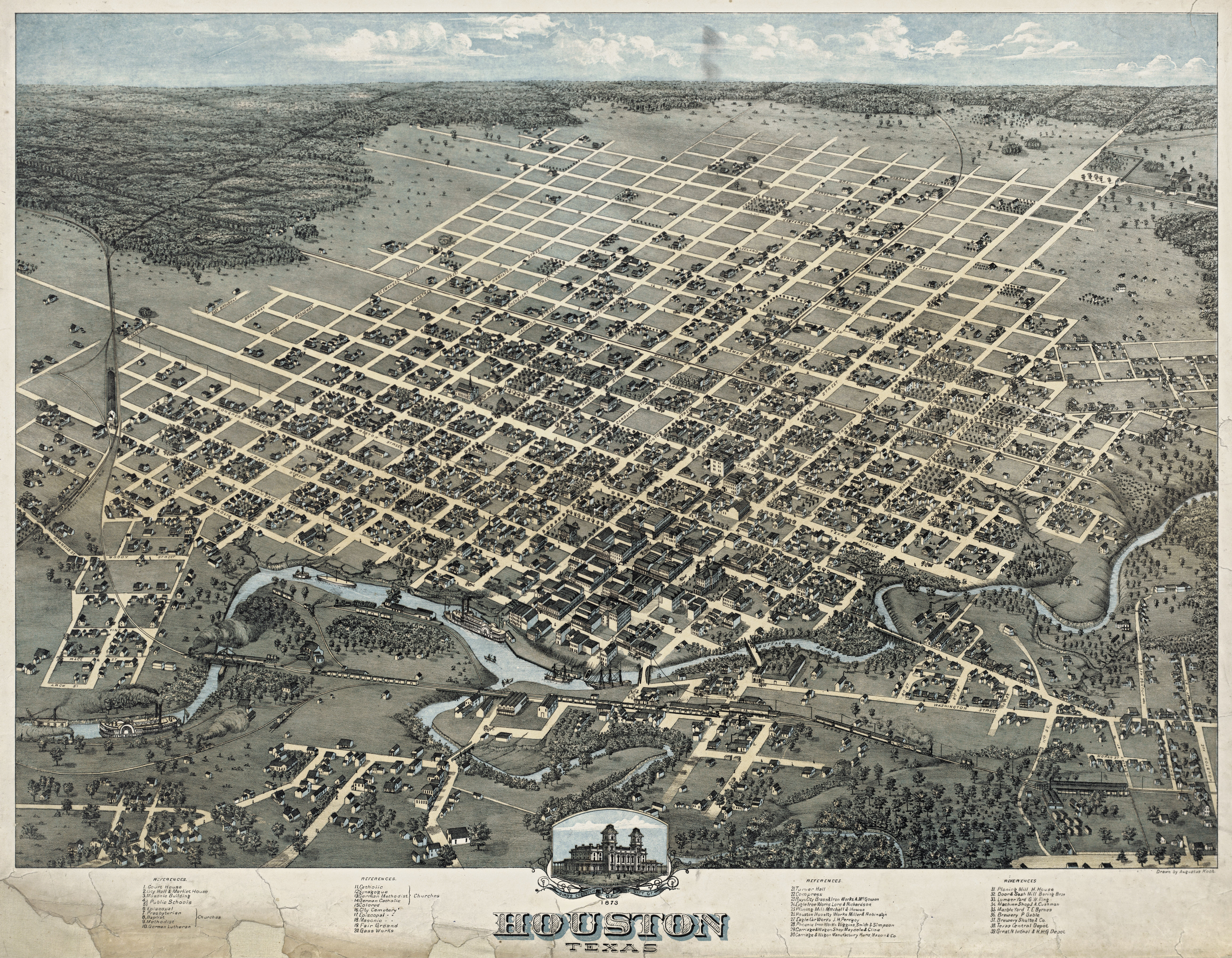
Хьюстон в 1873 году

В 1840 году жители Хьюстона создали торговую палату, деятельность которой была направлена на развитие бизнеса по морским перевозкам и недавно построенного порта на Буффало-Байю, в течение первых четырёх лет палата стремительно развивалась. Значимость торговой палаты в экономике росла, в 1853 году Законодательное собрание Техаса выделило денежные средства на улучшение каналов Буффало-Байю. В 1846 году город вошёл в состав США вместе с Республикой Техас.
К 1860 году были проложены железные дороги, связавшие Хьюстон, Галвестон и Бомонт.
В этом же году Хьюстон стал железнодорожным узлом для экспорта хлопка. Во время гражданской войны город служил штабом генерала Джона Магрудера, использовавшего его в качестве организационного пункта для сражения у Галвестона. В 1860-х годах продолжал развиваться важный для экономики города объект — канал на Буффало-Байю. С середины XIX века началась активная торговля между Хьюстоном и близлежащими городами; к 1890 году город стал железнодорожным центром Техаса.
К концу века в городе уже были электрическое освещение, улицы из блоков и булыжников. Городской общественный транспорт представляла конка.

### XX век

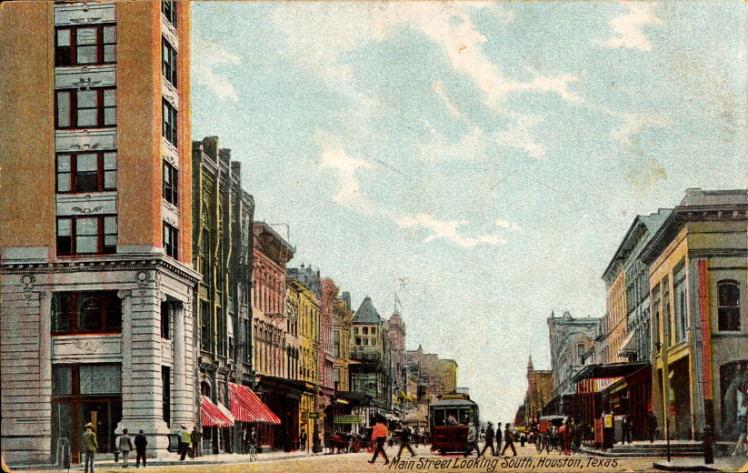
Мэйн-Стрит в центре, 1908 год

В 1900 году на Хьюстон обрушился Галвестонский ураган, продолжавшийся с 27 августа по 12 сентября. В пересчёте на сегодняшний курс ущерб составил бы $526 млн, погибло 8 тысяч человек. В следующем году было найдено большое месторождение нефти вблизи города Бомонт, что послужило началом развития нефтяной промышленности в Техасе. В 1902 году президент США Теодор Рузвельт утвердил проект стоимостью в $1 млн на реконструкцию хьюстонского судоходного канала. К 1910 году численность населения города достигла 78 800 человек, почти в два раза превысив количество жителей проживавших в Хьюстоне в 1900 году. В 1914 году президент США Вудро Вильсон принял участие в открытии нового глубоководного порта Хьюстона, а через год был открыт хьюстонский судоходный канал.

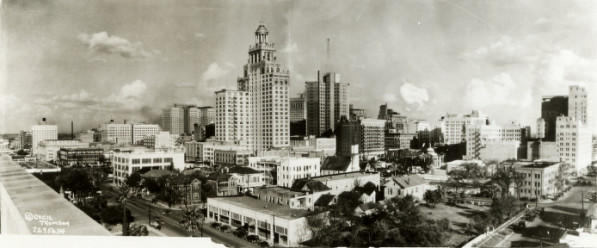
Панорама центра, 1927 год

К 1930 году Хьюстон стал самым большим городом Техаса, обогнав по численности населения такие города как Даллас, Форт-Уэрт и Остин.
Вторая мировая война стала мощным стимулом для экономического развития города. Из-за резко возросших потребностей США в нефтепродуктах и синтетическом каучуке вдоль судоходного городского канала было возведено несколько нефтехимических заводов и производственных предприятий. В те годы Хьюстон стал крупным центром по производству нефтехимических изделий, однако в тот же период уровень тоннажа судов, находящихся в порту, снизился. Аэропорт Эллингтон-Филд, построенный ещё во время Первой мировой войны и реконструированный в 1940—1941 годах, служил учебным центром по подготовке лётного состава ВВС.

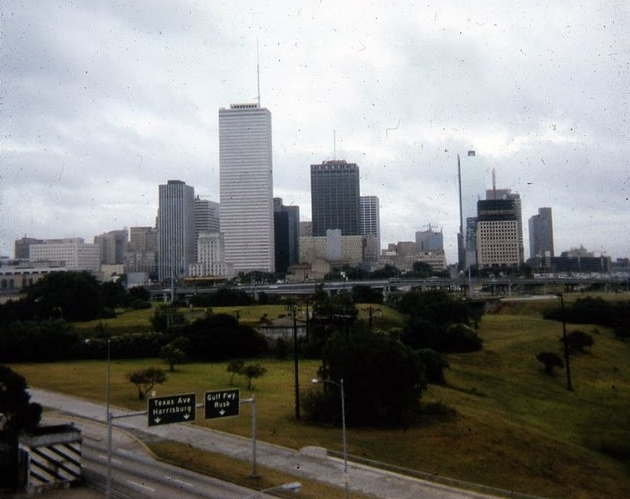
Центр Хьюстона в 1971 году

В 1945 году было начато формирование Техасского медицинского центра. В конце 1940-х несколько пригородов были включены в городскую черту, в результате чего площадь Хьюстона увеличилась более чем в два раза. В 1950-е годы управления многих крупных (в основном нефтяных) компаний США переместились в Хьюстон, что благоприятно отразилось на экономике города, одним из поводов для переезда послужило массовое оснащение всех офисов кондиционерами.

Именно кондиционирование воздуха! Именно оно было основой для стремительного роста Хьюстона в 1950 году, когда он стал наиболее оснащённым кондиционерами городом в мире. Именно это стимулировало многие корпорации переместить свои штаб-квартиры в Хьюстон.
Оригинальный текст (англ.)It was the air-conditioning! That was the foundation for the big boom growth of Houston in 1950 when it became the most air-conditioned city in the world. It was the stimulus for many corporations to move their headquarters to Houston.— 
В 1962—1964 годах в двадцати пяти милях к югу от центра Хьюстона, на землях, переданных федеральному правительству университетом Райса, был построен Центр управления космическими кораблями, с 1973 года носящий имя Линдона Джонсона. В 1960-х годах население Хьюстона достигло миллиона человек.
Рост населения в середине 1980-х годов резко прекратился, когда начала стремительно падать цена на нефть из-за кризиса перепроизводства нефти и ухудшаться ситуация в городской экономике. В 1986 году взорвался космический шаттл «Челленджер», это трагическое происшествие также отрицательно сказалось на аэрокосмической отрасли. Население города за это десятилетие выросло всего на 2,3 %. C конца в 1980-х годов в результате рецессии Хьюстон прилагает усилия по диверсификации своей экономики, сосредоточив внимание на развитии аэрокосмической промышленности, здравоохранения, биотехнологий и сокращении зависимости от нефтяной индустрии.

### Современный период
В 2000-х годах численность населения достигла двух миллионов человек, и её рост за этот период составил 7,5 %. Одним из самых значимых событий данного периода стала эвакуация в Хьюстон 240 тысяч жителей из принявшего удар урагана «Катрина» Нового Орлеана, до 40 тысяч человек из числа эвакуированных впоследствии осталось жить в городе. В 2010-х годах население продолжило стабильно расти и увеличилось на 9,7 % за данную декаду.
Одним из главных вызовов для города в современной истории являются периодические наводнения и значительный материальный ущерб от них, что вызвано отсутствием законов о зонировании, которые могли бы регулировать строительство зданий на различных земных поверхностях и поддерживать инфраструктуру для противодействия природным катаклизмам. Самыми крупными природными катаклизмами оказались ураганы «Эллисон» и «Айк», произошедшие в 2001 и 2008 годах соответственно и принёсшие ущерб в $16,67 млрд хьюстонскому региону, а также обрушившийся на город в августе 2017 года ураган «Харви», приведший к рекордному в истории США материальному ущербу в $125 млрд и 82 погибшим гражданам.

## Физико-географическая характеристика

### Географическое положение

Хьюстон со спутника в 2020 году

Хьюстон расположен в 50 километрах от Мексиканского залива на прибрежной равнине. Значительная часть города была построена на лесных угодьях, болотах и прериях, они до сих пор сохранились в близлежащих районах около Хьюстона. Город расположен на территории, для которой обычны частые ливни и дожди, поэтому для Хьюстона наводнения — постоянная проблема. Высота города над уровнем моря в среднем 15 метров, самая высшая точка — северо-запад Хьюстона (38 метров). Площадь города составляет 1 739,62 км², из которых 1 658,72 км² занято сушей, а 80,9 км² — водная поверхность.

### Климат
Город находится в зоне субтропического муссонного климата по классификации Кёппена (Cfa). Преобладающие юго-восточные ветры с Мексиканского залива дуют на протяжении всего года. Большая влажность в городе обусловлена близким присутствием Мексиканского залива. Влажность воздуха достигает утром 90 % и к полудню снижается до 70 %. В среднем 90 дней в году — солнечные, большая часть которых в октябре и ноябре. 160 дней в году — облачные, большая часть — с декабря по май.
Весной и летом в городе жарко и влажно: средняя температура весной +21 °C, а летом — +28,8 °C. Из-за высокой температуры почти во всех транспортных средствах и зданиях установлены кондиционеры. Абсолютный максимум температуры был зарегистрирован в 2000 и 2011 годах, когда она составила +42,8 °C. На Хьюстон часто обрушиваются ураганы, самые крупные из которых за последние десятилетия — «Эллисон» и «Айк». Осень — достаточно тёплое время года, особенно сентябрь. Температура в этом месяце выше, чем в мае. Средняя температура осенью составляет 21,8 °C, а среднее количество осадков — самое высокое в году (359,7 мм). Зима тёплая. Самая низкая температура была зарегистрирована в 1930 году — −15 °C. Средняя температура зимой составляет +12,6 °C, а максимальная была зарегистрирована в 1986 году — +32,8 °C. 18 дней в году температура опускается ниже 0 °C. Обычно зимой осадки выпадают в виде дождя, но редко могут быть и в виде снега. Начиная с 1895 года, снег падал 35 раз, причём 21 раз устанавливался временный снежный покров.
| Дни с ясной и дождливой погодой в месяц (суммарно по часам) | Дни с ясной и дождливой погодой в месяц (суммарно по часам) | Дни с ясной и дождливой погодой в месяц (суммарно по часам) | Дни с ясной и дождливой погодой в месяц (суммарно по часам) | Дни с ясной и дождливой погодой в месяц (суммарно по часам) | Дни с ясной и дождливой погодой в месяц (суммарно по часам) | Дни с ясной и дождливой погодой в месяц (суммарно по часам) | Дни с ясной и дождливой погодой в месяц (суммарно по часам) | Дни с ясной и дождливой погодой в месяц (суммарно по часам) | Дни с ясной и дождливой погодой в месяц (суммарно по часам) | Дни с ясной и дождливой погодой в месяц (суммарно по часам) | Дни с ясной и дождливой погодой в месяц (суммарно по часам) | Дни с ясной и дождливой погодой в месяц (суммарно по часам) | Дни с ясной и дождливой погодой в месяц (суммарно по часам) |
| Месяц                                                       | Янв                                                         | Фев                                                         | Мар                                                         | Апр                                                         | Май                                                         | Июн                                                         | Июл                                                         | Авг                                                         | Сен                                                         | Окт                                                         | Ноя                                                         | Дек                                                         | Год                                                         |
| ----------------------------------------------------------- | ----------------------------------------------------------- | ----------------------------------------------------------- | ----------------------------------------------------------- | ----------------------------------------------------------- | ----------------------------------------------------------- | ----------------------------------------------------------- | ----------------------------------------------------------- | ----------------------------------------------------------- | ----------------------------------------------------------- | ----------------------------------------------------------- | ----------------------------------------------------------- | ----------------------------------------------------------- | ----------------------------------------------------------- |
| Солнечное сияние, день                                      | 10                                                          | 10                                                          | 9                                                           | 8                                                           | 8                                                           | 8                                                           | 10                                                          | 9                                                           | 7                                                           | 7                                                           | 8                                                           | 9                                                           | 103                                                         |
| Дождь, день                                                 | 14                                                          | 12                                                          | 12                                                          | 10                                                          | 10                                                          | 14                                                          | 13                                                          | 12                                                          | 10                                                          | 9                                                           | 10                                                          | 12                                                          | 138                                                         |

| Показатель                    | Янв. | Фев.  | Март | Апр. | Май   | Июнь  | Июль | Авг. | Сен.  | Окт.  | Нояб. | Дек.  | Год    |
| ----------------------------- | ---- | ----- | ---- | ---- | ----- | ----- | ---- | ---- | ----- | ----- | ----- | ----- | ------ |
| Абсолютный максимум, °C       | 30,6 | 32,8  | 35,6 | 35,0 | 37,2  | 41,7  | 40,6 | 42,8 | 42,8  | 37,2  | 31,2  | 29,4  | 42,8   |
| Средний суточный максимум, °C | 17,2 | 19,1  | 22,8 | 26,5 | 30,2  | 33,0  | 34,3 | 34,8 | 32,1  | 27,8  | 22,5  | 18,0  | 26,5   |
| Средняя температура, °C       | 11,7 | 13,6  | 17,1 | 20,9 | 25,0  | 28,0  | 29,1 | 29,2 | 26,6  | 22,0  | 16,9  | 12,5  | 21,05  |
| Средний суточный минимум, °C  | 6,2  | 8,1   | 11,4 | 15,2 | 19,8  | 23,0  | 24,0 | 23,8 | 21,0  | 16,1  | 11,2  | 7,0   | 15,6   |
| Абсолютный минимум, °C        | −15  | −14,4 | −6,1 | −0,6 | 5,6   | 11,1  | 16,7 | 12,2 | 7,2   | −1,7  | −7,2  | −13,9 | −15    |
| Норма осадков, мм             | 85,9 | 81,3  | 86,6 | 84,1 | 129,3 | 150,6 | 96,3 | 95,5 | 104,7 | 144,8 | 110,2 | 95    | 1264,3 |

| Показатель              | Янв. | Фев. | Март | Апр. | Май  | Июнь | Июль | Авг. | Сен. | Окт. | Нояб. | Дек. | Год  |
| ----------------------- | ---- | ---- | ---- | ---- | ---- | ---- | ---- | ---- | ---- | ---- | ----- | ---- | ---- |
| Средняя температура, °C | 13,1 | 12,6 | 17,8 | 22,9 | 27,6 | 30,7 | 31,0 | 31,1 | 28,0 | 25,4 | 19,1  | 19,2 | 25,0 |

### Рельеф, внутренние воды
Для почв Хьюстона характерно наличие осадочных горных пород и песка. На поверхности часты эрозии, на территории города находится около 300 разломов, их общая длина примерно 500 км. Один из них — Long Point–Eureka Heights fault system. Также есть уникальные отложения из смеси песков и глин, благодаря им, через определённое время, из разлагающихся органических веществ образуются нефть и природный газ. На окраинах Хьюстона встречается чёрная плодородная почва, на которой растят рис, сою, зерновые культуры, овощи и разводят крупный рогатый скот, лошадей, свиней и домашнюю птицу. В городе и его окрестностях имеется очень малая вероятность сильного землетрясения, а самое сильное землетрясение магнитудой 3,8 было в 1910 году.
В Хьюстоне протекают четыре реки. Основная, Буффало-Байю, проходит через центр города и хьюстонский судоходный канал, и имеет три притока. Брес-Байю протекает вдоль района Техасского медицинского центра, Симс-Байю проходит через южную часть города, Уайт-Ок-Байю — через северную часть города. Судоходный канал следует дальше до Галвестона, вплоть до Мексиканского залива. В пригороде находятся два озера: Конро и Хьюстон, которые являются водохранилищем и служат городскими источниками воды. На территории города протекает множество подземных вод, которые раньше активно использовали для водоснабжения, но перестали из-за медленного движения земной поверхности.

### Флора и фауна

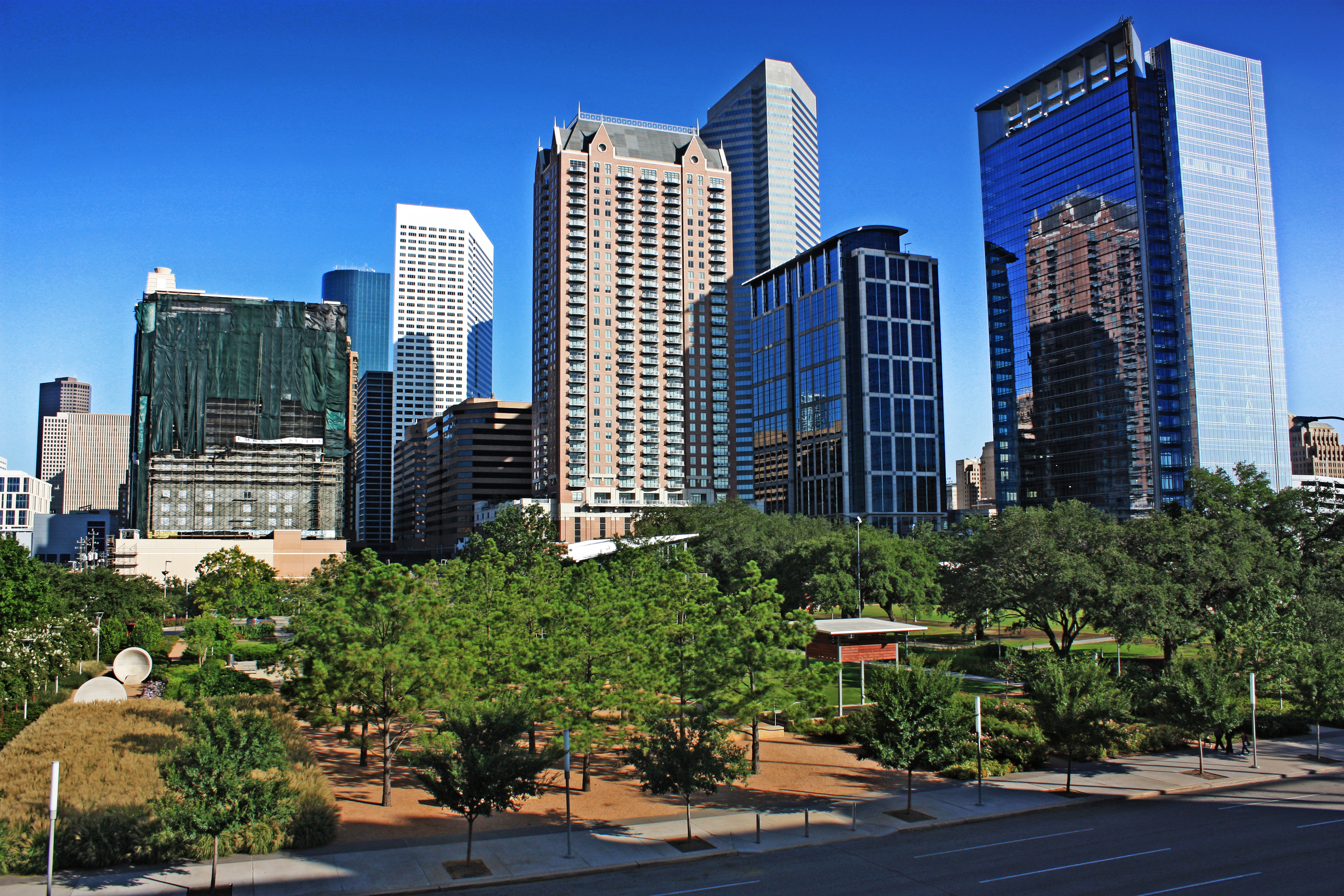
Парк Discovery green в центре Хьюстона

В флоре и фауне округа Харрис преобладают виды животных и растений, обитающих в болотных местностях, так как значительная часть города построена на болотах и прериях.
Среди земноводных и пресмыкающихся наиболее известны хьюстонская жаба и техасская рогатая ящерица. Среди млекопитающих можно отметить рыжего волка, оцелота и канадскую выдру. Среди птиц замечаются американский клювач и белоголовый орлан. Численность большинства животных за последний век значительно сократилась в черте округа и находится под угрозой исчезновения из-за их истребления и ухудшения экологической обстановки. В городе также водятся комары, представляющие опасность человеку.
В городе и его пригородах растут сосны, пальмы и другие деревья, растущие в субтропическом климате. Среди растений, произрастающих в городе, можно выделить орхидеи и магнолии.

### Экологическая обстановка

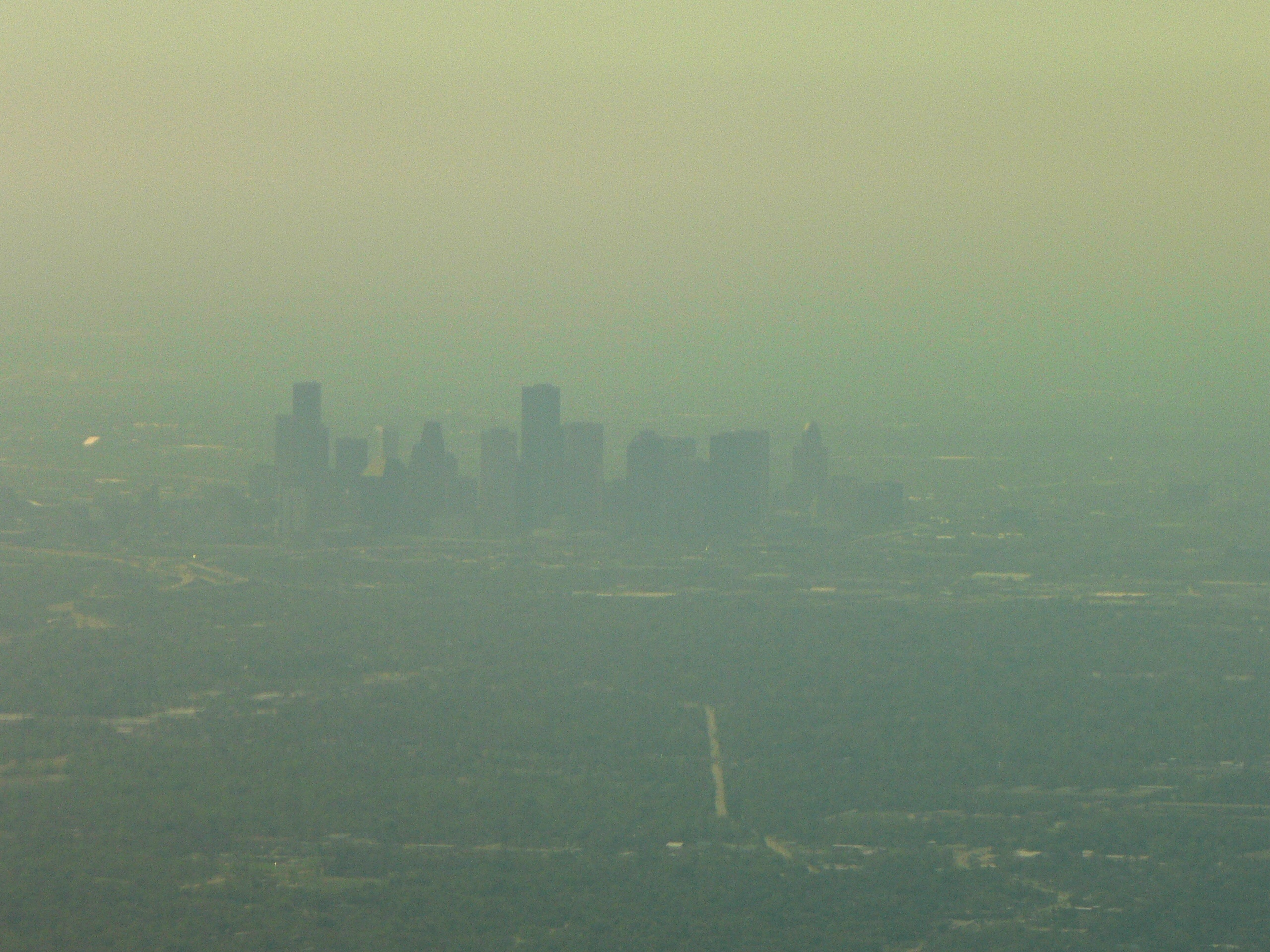
Смог над городом

Главными источниками загрязнения воздуха в Хьюстоне являются выхлопные газы от автомобилей, а также выбросы от более чем 400 химических предприятий, в числе которых два крупных нефтеперерабатывающих завода и нефтехимический комплекс вдоль судоходного канала и порта. Ситуация осложняется метеорологическими условиями: с апреля по октябрь в городе большое количество солнечных безветренных дней с высокими температурой и влажностью, из-за чего выбросы оседают над городом. Как следствие сложившейся экологической ситуации, из всех болезней наиболее распространены респираторные и онкологические. По данным американской лёгочной ассоциации в 2022 году Хьюстон занял 22 место в списке самых загрязнённых городов США по концентрации вредных веществ и 8 место по концентрации озона. В начале 2000-х ситуация с качеством воздуха была ещё хуже: Хьюстон уступал по уровню загрязнения только Лос-Анджелесу.
Не лучше ситуация с водой — Хьюстон занимает 95-е место из 100 крупнейших городов США по качеству воды.

## Административное устройство

### Органы власти, административное деление

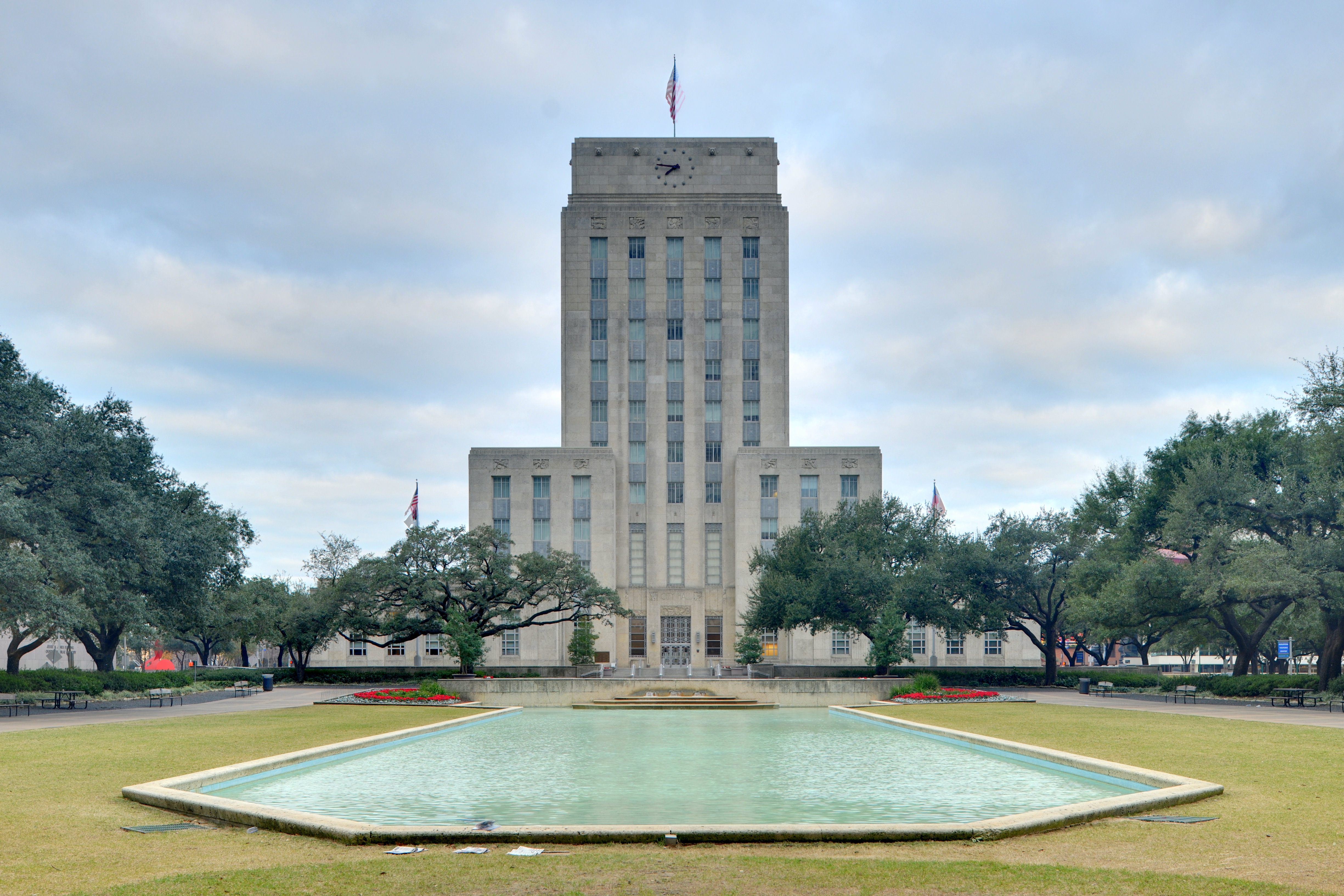
Сити-холл (Хьюстон)

Главой Хьюстона является мэр. Мэр является главным должностным лицом, он отвечает за общее руководство городом, подписывает все постановления и законы, принятые городским Советом и следит за тем, чтобы они выполнялись. Помимо этого, мэр представляет Совету годовой бюджет города для одобрения, а затем предоставляет Совету информацию о его исполнении. Глава города избирается гражданами города путём голосования максимум на два срока, по 4 года каждый. С 1 января 2024 года пост мэра занимает Джон Уитмайр — член Демократической партии. Городской Совет Хьюстона состоит из одиннадцати человек, выбранных от одиннадцати избирательных округов, и пяти человек, выбранных от всего города в целом. Члены Совета избираются на такой же срок, как и мэр. В полномочия Совета входят назначение избранного мэра, изменение и подтверждение бюджета города, управление городской недвижимостью, ассигнование и выпуск облигаций, заключение контрактов и одобрение городских расходов на сумму более $50 тысяч. Городской контролёр, в обязанности которого входит распределять средства и финансировать городской бюджет, избирается независимо от мэра и совета. Со 2 января 2016 года эту должность занимает Крис Браун.
Хьюстон — самый крупный город США без административного деления. Город является административным центром округа Харрис, а также главным экономическим центром Большого Хьюстона.

### Внешние связи

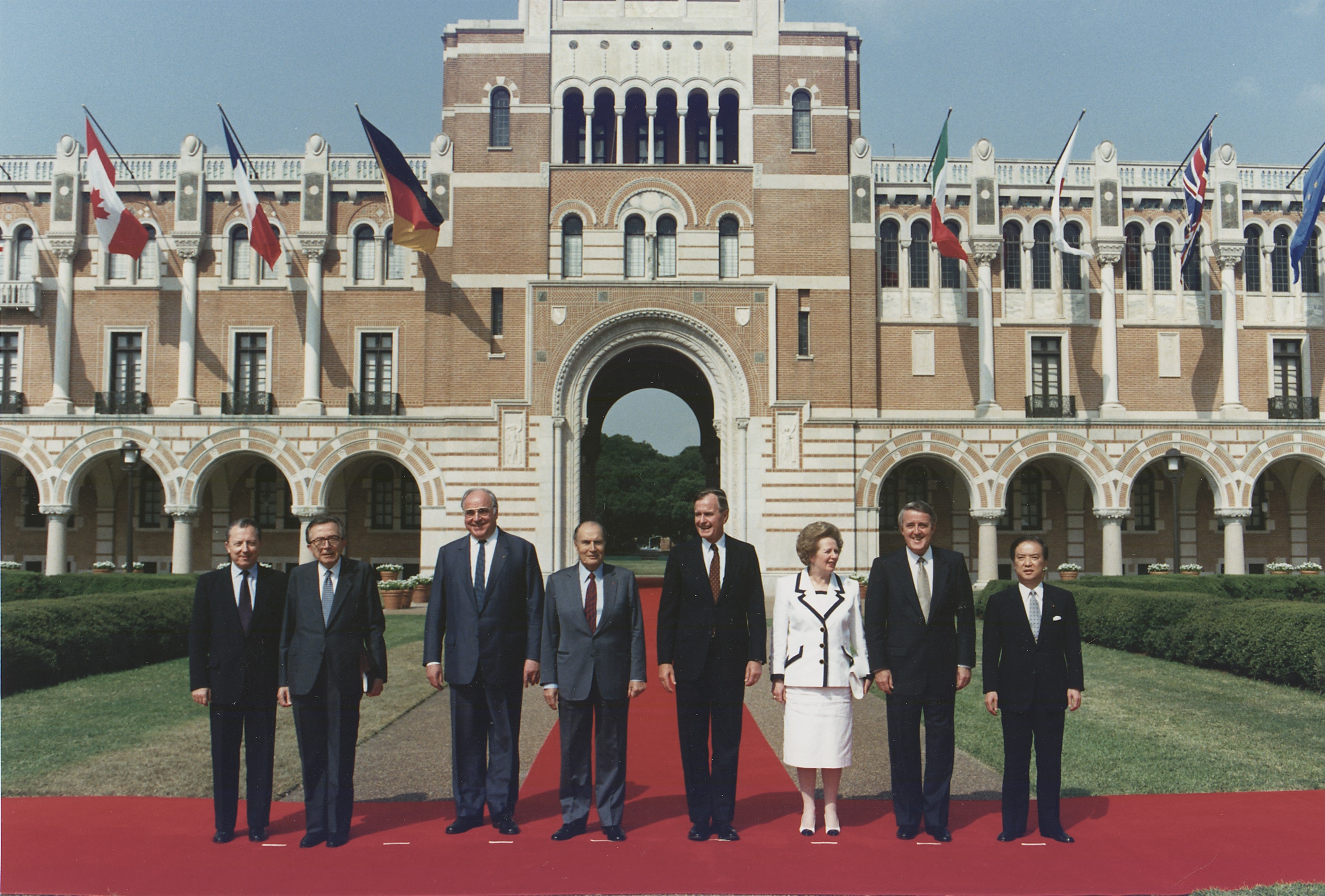
Лидеры «большой семёрки» на фоне университета Райса

В мэрии Хьюстона есть отдел по международной торговле и развитию, занимающийся взаимодействием администрации города с международным бизнес-сообществом. В 2018 году Хьюстон посетило 165 иностранных делегаций из 40 стран. В Хьюстоне расположены консульства 82 стран. По количеству консульств город занимает в США третье место после Нью-Йорка и Лос-Анджелеса. Более 430 хьюстонских компаний имеют офисы за рубежом, а также в городе располагаются офисы 800 зарубежных компаний.
С 9 по 11 июля 1990 года в городе состоялся 16-й саммит G7. Ежегодно в Хьюстоне проводятся международные конференции, такие как Offshore Technology Conference и CERAWeek, где обсуждаются вопросы энергетики.
По состоянию на 2024 год у Хьюстона 19 городов-побратимов.
- Абердин (англ. Aberdeen), Великобритания
- Абу-Даби (араб. أَبو ظَبِي‎), Объединённые Арабские Эмираты
- Баку (азерб. Bakı), Азербайджан
- Басра (араб. البصرة‎), Ирак
- Гуаякиль (исп. Guayaquil), Эквадор
- Карачи (урду کراچی‎), Пакистан
- Лейпциг (нем. Leipzig), Германия
- Луанда (порт. Luanda), Ангола
- Ницца (фр. Nice), Франция
- Перт (англ. Perth), Австралия
- Ставангер (норв. Stavanger), Норвегия
- Стамбул (тур. İstanbul), Турция
- Тайбэй (кит. трад. 臺北), Тайвань
- Тампико (исп. Tampico), Мексика
- Тиба (яп. 千葉市), Япония
- Тюмень, Россия
- Ульсан (кор. 울산, 蔚山), Республика Корея
- Уэльва (исп. Huelva), Испания
- Шэньчжэнь (кит. трад. 深圳), Китай

### Официальные символы
Флаг города был принят в 1915 году. На нём изображена пятиконечная звезда на синем фоне. Внутри звезды — паровоз типа 2-2-0 (по американской классификации) — 4-4-0 «American». Это связано с тем, что в конце XIX — начале XX вв. паровозы данного типа были широко распространены на американском континенте, в частности именно они водили поезда в город. Новый флаг представлял собой немного изменённый предыдущий вариант флага города, принятый ещё в 1840 году. Причиной была смена локомотивов: паровоз типа 2-1-0, распространённый в 1830—1850 гг., был заменён на паровоз типа 2-2-0, изображённый на флаге по настоящее время.
Печать Хьюстона была утверждена городским советом Хьюстона 24 февраля 1840 года. Печать была разработана бывшим мэром Хьюстона Фрэнсисом Муром-младшим. Одинокая звезда — один из символов Техаса и её присутствие на печати обозначает принадлежность города к Республике Техас. Локомотив отождествляет прогресс, олицетворением которого железнодорожное движение и было во время принятия печати. Хьюстон служил железнодорожным центром на протяжении многих лет. Плуг символизирует сельское хозяйство Техаса.

## Экономика

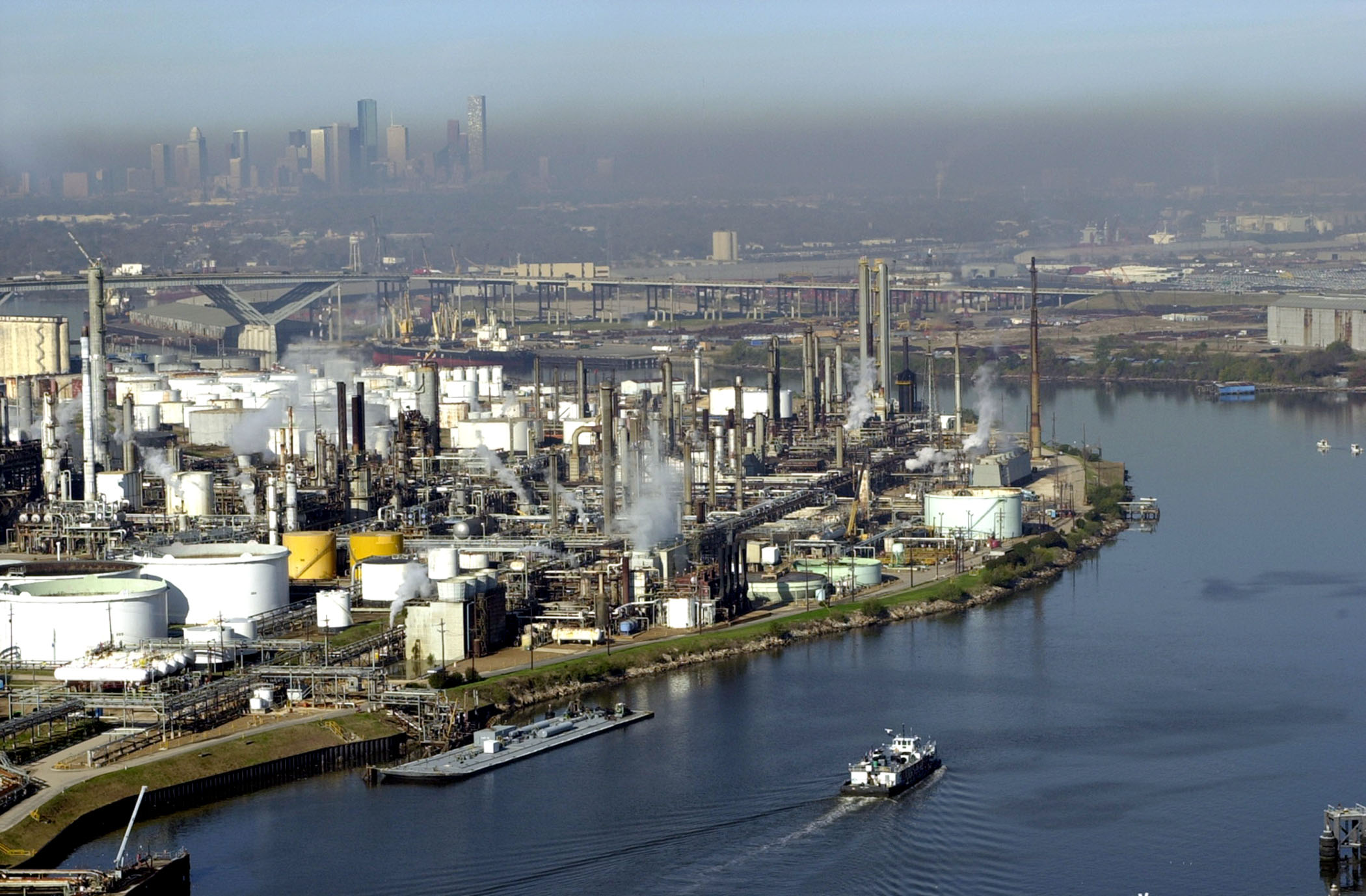
Хьюстонский судоходный канал

| Крупнейшие компании, базирующиеся в Хьюстоне по версии Fortune 500 на 2023 год. |                              |     |
| Техас                                                                           | Компания                     | США |
| 3                                                                               | Phillips 66                  | 17  |
| 8                                                                               | ConocoPhillips               | 49  |
| 10                                                                              | Sysco                        | 56  |
| 12                                                                              | Enterprise Products Partners | 72  |
| 13                                                                              | Plains All American Pipeline | 74  |
| 17                                                                              | Occidental Petroleum         | 110 |
| 20                                                                              | Cheniere Energy              | 122 |
| 21                                                                              | NRG Energy                   | 130 |
| 24                                                                              | EOG Resources                | 156 |
| 29                                                                              | Baker Hughes                 | 185 |
| 30                                                                              | Targa Resources              | 188 |
| 31                                                                              | Halliburton                  | 197 |
| 34                                                                              | Waste Management             | 204 |
| 35                                                                              | Kinder Morgan                | 214 |
| 37                                                                              | Quanta Services              | 244 |
| 38                                                                              | Group 1 Automotive           | 252 |
| 39                                                                              | Westlake Corporation         | 263 |
| 45                                                                              | APA Corporation              | 341 |
| 50                                                                              | CenterPoint Energy           | 413 |
| 51                                                                              | Coterra Energy               | 420 |
| 54                                                                              | Marathon Oil Corporation     | 464 |
| 55                                                                              | Par Pacific Holdings         | 492 |
| Компании энергетической промышленности                                          |                              |     |
| Компании других отраслей                                                        |                              |     |

### Общее состояние
Хьюстон является одним из ведущих городов мира в сферах добычи и переработки нефти и природного газа, из-за чего часто именуется «энергетической столицей мира». В Хьюстоне базируется 22 компании из списка Fortune 500, которые входят в 500 крупнейших компаний.
Валовой внутренний продукт агломерации Большого Хьюстона в 2022 году составил $633,18 млрд и является четвёртым по величине среди показателей других агломераций. Крупнейшими отраслями в формировании в структуре ВВП являются: промышленное производство — 15,7 %, бизнес-услуги — 13,3 %, оказание профессиональных, научных и технических услуг — 7,9 %, государственный сектор — 7,5 %, образовательные, медицинские и социальные услуги — 5,8 %.
По итогам 2023 года экспорт Большого Хьюстона составил $237,7 млрд, а импорт — $124,8 млрд. Основными статьями экспорта являлись: нефтепродукты — $111 млрд (56,4 %), химикаты — $17,3 млрд (9,6 %), пластик и продукты из пластика — $9,9 млрд (7,1 %), промышленное и компьютерное оборудование — $8,7 млрд (6,4 %), транспортные средства и запасные части к ним — $4,3 млрд (2,8 %). Значимыми статьями импорта стали: нефтепродукты — $21,4 млрд (22,3 %), промышленное и компьютерное оборудование — $13 млрд (13,5 %), электрооборудование — $6,7 млрд (7 %), изделия из железа и стали — $5,9 млрд (6,1 %), транспортные средства и запасные части к ним — $5,6 млрд (5,8 %).
| Крупнейшие экспортёры Хьюстона | Крупнейшие экспортёры Хьюстона | Крупнейшие экспортёры Хьюстона |
| Страна                         | млрд $                         | %                              |
| ------------------------------ | ------------------------------ | ------------------------------ |
| Китай                          | 11,5                           | 7,83 %                         |
| Мексика                        | 13,2                           | 7,18 %                         |
| Бразилия                       | 13                             | 7,03 %                         |
| Нидерланды                     | 12                             | 6,47 %                         |
| Республика Корея               | 11,2                           | 5,04 %                         |

| Крупнейшие импортёры Хьюстона | Крупнейшие импортёры Хьюстона | Крупнейшие импортёры Хьюстона |
| Страна                        | млрд $                        | %                             |
| ----------------------------- | ----------------------------- | ----------------------------- |
| Китай                         | 13,1                          | 13,53 %                       |
| Мексика                       | 8,4                           | 7,73 %                        |
| Германия                      | 7,5                           | 4,42 %                        |
| Республика Корея              | 5                             | 8,53 %                        |
| Индия                         | 4,1                           | 4,48 %                        |

Международная исследовательская компания Mercer в 2023 году отвела Хьюстону 62 место в рейтинге самых удобных для проживания городов мира — между итальянским Римом и японской Нагоей, а по стоимости жизни в рейтинге 2022 года город занял 85 место — между австралийской Брисбеном и британским Глазго. В категории «лучшие места для бизнеса и карьеры» по версии журнала Forbes за 2019 год Хьюстон занимает 34 место в США. Исследовательская компания A.T. Kearney поставила Хьюстон на 37 место в списке глобальных городов мира.
К 1980-м годам в городе была развита преимущественно нефтяная промышленность, составлявшая 87 % всей экономики города, что привело к серьёзной зависимости от цен на нефть. В середине 1980-х годов в экономике города была рецессия вследствие нефтяного кризиса того десятилетия, что привело к потере 220 тысяч рабочих мест. C конца 1980-х годов Хьюстон диверсифицирует свою экономику, сосредоточив внимание на развитии аэрокосмической промышленности, здравоохранения, информационных технологий, а ярким примером могут служить такие крупные организации, как Техасский медицинский центр и городской порт. Доля нефтяной индустрии в экономике снизилась вдвое — с 87 % до 44 % к 2016 году.
Минимальная заработная плата в Хьюстоне в час составляет $7,25 или $1 257 в месяц. Безработица на сентябрь 2022 года составила 4,2 %. За чертой бедности в 2020 году находилось 192 657 человек или 8,4 % жителей. Средние доходы семьи на 2018 год по данным Forbes составляют $62 900, а средняя цена дома составляет $238 000.

### Энергетика и нефтехимия

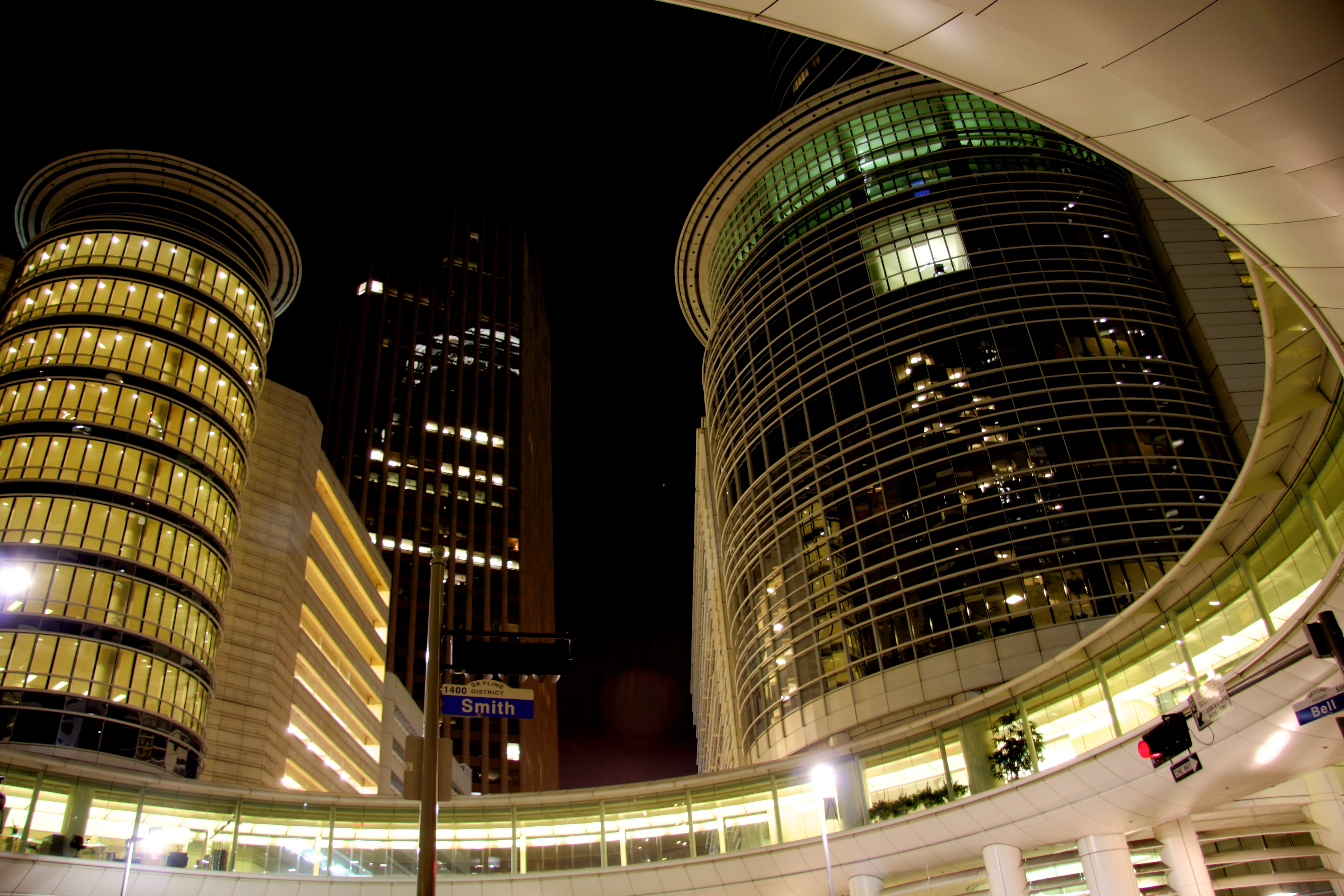
Офис компании Chevron в Хьюстоне

В Хьюстоне на 2024 год расположено 4 600 энергетических компаний, связанных с ведением бизнеса в энергетической отрасли, в том числе штаб-квартиры 14 энергетических и нефтяных компаний, входящих в рейтинг 500 крупнейших компаний США (Fortune 500): Phillips 66, ConocoPhillips, Plains All American Pipeline, Enterprise Products Partners, NRG Energy, Occidental Petroleum, Baker Hughes, EOG Resources, Targa Resources, Kinder Morgan, Cheniere Energy, Halliburton, CenterPoint Energy и Apache. Хьюстон является членом Всемирного партнёрства энергетических городов. Одной из самых крупных компаний, входящих в рейтинг Fortune 500 и обеспечивающих электроэнергией город, является компания CenterPoint Energy, которая обслуживает свыше 7 миллионов потребителей в восьми штатах: Арканзас, Индиана, Луизиана, Миннесота, Миссисипи, Огайо, Оклахома и Техас. Другая крупная энергетическая компания Calpine обладает парком из 76 электростанций разных типов c суммарной мощностью в 26 тысяч мегаватт, расположенных в 22 штатах США, а также в Канаде и Мексике по всей территории США. Компания насчитывает 2300 сотрудников, на Техас приходится 35 % генерации электроэнергии, а 65 % — на остальные места деятельности компании. Одна из электростанций Calpine, именуемая Channel Energy Center, расположена в Хьюстоне и её максимальная мощность составляет 827 мегаватт (базовая — 743 мегаватт), всего в Техасе расположено 12 электростанций компании.
Из общего числа энергетических компаний 508 компаний работают в сфере нефтехимии. В 2021 году в хьюстонском регионе находилось 10 нефтеперерабатывающих заводов, перерабатывающих 2,6 миллиона баррелей в день, что составляет 14,3 % от всей переработки в США. В регионе по состоянию на 2023 год находится 26,4 % рабочих мест из всех мест в США, занятых в сфере добычи нефти и газа, (33,5 тысячи из 115,6 тысяч) и 11,8 % от числа занятых в нефтепромысловых услугах (30,5 тысячи из 219,3 тысяч). По итогам 2022 года на Большой Хьюстон приходилось 44 % базовых нефтехимических мощностей страны, в частности, в агломерации было произведено смол:
62,5 % — бутадиеновых, 39,3 % — этиленовых, 45 % — пропиленовых, 39,6 % — толуоловых, 39,9 % — ксилоловых, 36,7 % — бензоловых.
Согласно агентству по охране окружающей среды США, начиная с 2014 года Хьюстон является крупнейшим среди других городов США потребителем «зелёной» энергии, полученной из возобновляемых источников по программе Green Power Partnership. Все муниципальные объекты города Хьюстона, суммарно потребляющие свыше 1 миллиард киловатт-часов, полностью работают на энергии от возобновляемых источников.

### Авиакосмическая промышленность

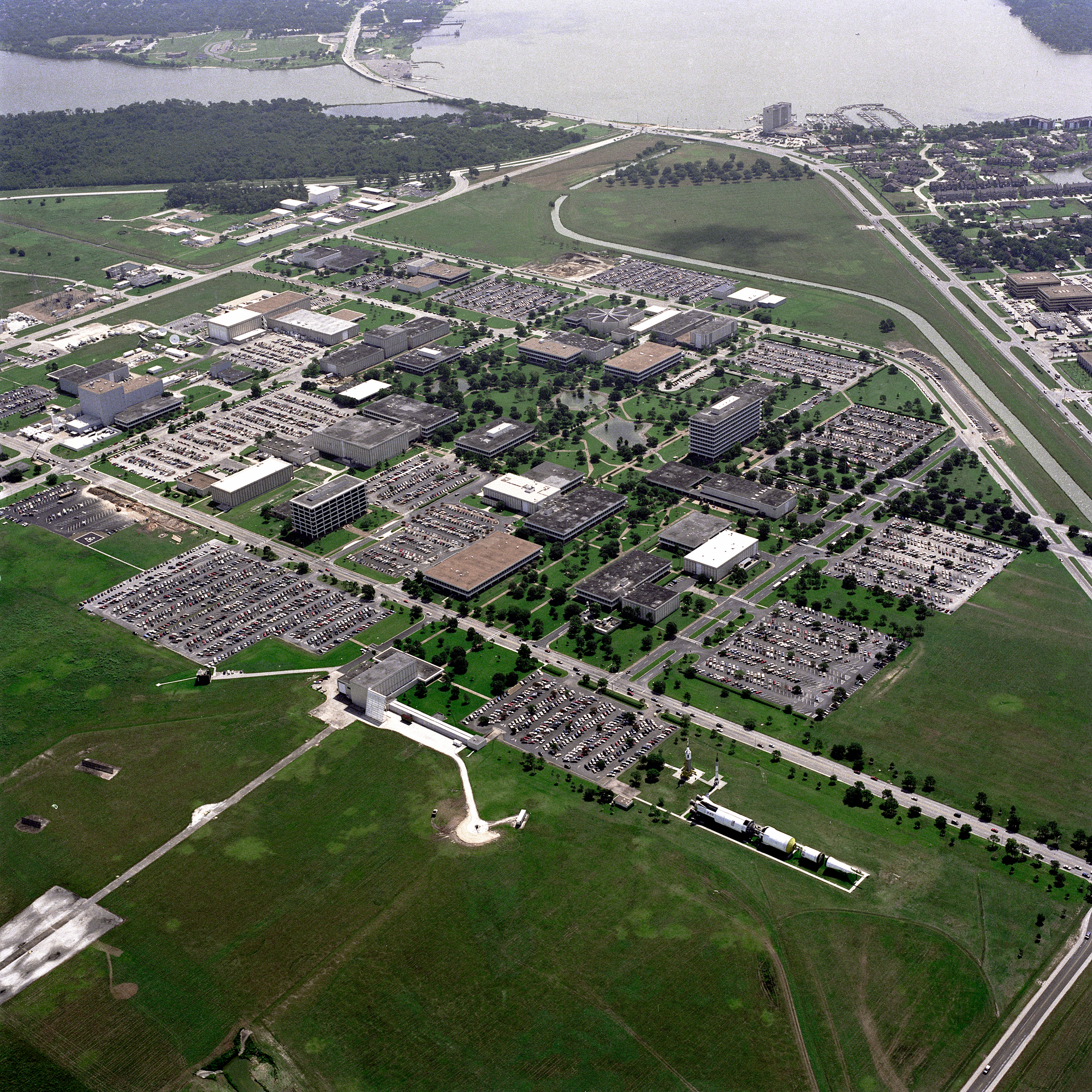
Космический центр им. Джонсона

По состоянию на 2022 год в сфере авиакосмической промышленности Хьюстона задействованы 350 компаний, а объём торговли в данной отрасли в 2021 году составил $ 1,3 млрд.
В Хьюстоне расположен космический центр имени Линдона Джонсона, насчитывающий свыше 11 тысяч сотрудников, в функции которого входят управление полётами, строительство и обслуживание космических кораблей, подготовка космонавтов к полётам и наблюдение за проводимыми в космосе научными экспериментами. Центр, основанный в 1961 году, обеспечивал подготовку космонавтов к программам полётов Джемини и Аполлон, а на данный момент обеспечивает подготовку космонавтов к полётам на Международную космическую станцию (МКС) и до недавнего времени занимался разработкой космического корабля «Орион».
Хьюстон является одним из хабов третьей по величине в США авиакомпании United Airlines. Космическая компания Axiom Space в настоящее время возводит в черте города кампус для производственных мощностей со штаб-квартирой, строительство завершится в апреле 2023 года в рамках первой фазы, а на второй фазе будут построены помещения для лабораторий, обучения космонавтов и эксплуатации аппаратов. Расположенный в Хьюстоне филиал компании Boeing задействован в различных гражданских космических программах и НАСА, таких как МКС, Space Launch System и Commercial Crew Program. Заказы от НАСА получают расположенные в Хьюстоне филиалы Lockheed Martin и Northrop Grumman. В международном аэропорту Эллингтон, лицензированном в качестве космодрома, проходит реконструкция инфраструктуры для возможности научно-исследовательских работ и подготовки космонавтов в будущем.
Другими крупнейшими работодателями в данной отрасли являются Safran, SAIC, Collins Aerospace, Oceaneering International, Nanoracks, Raytheon и Textron.

### Торговля, финансы, туризм

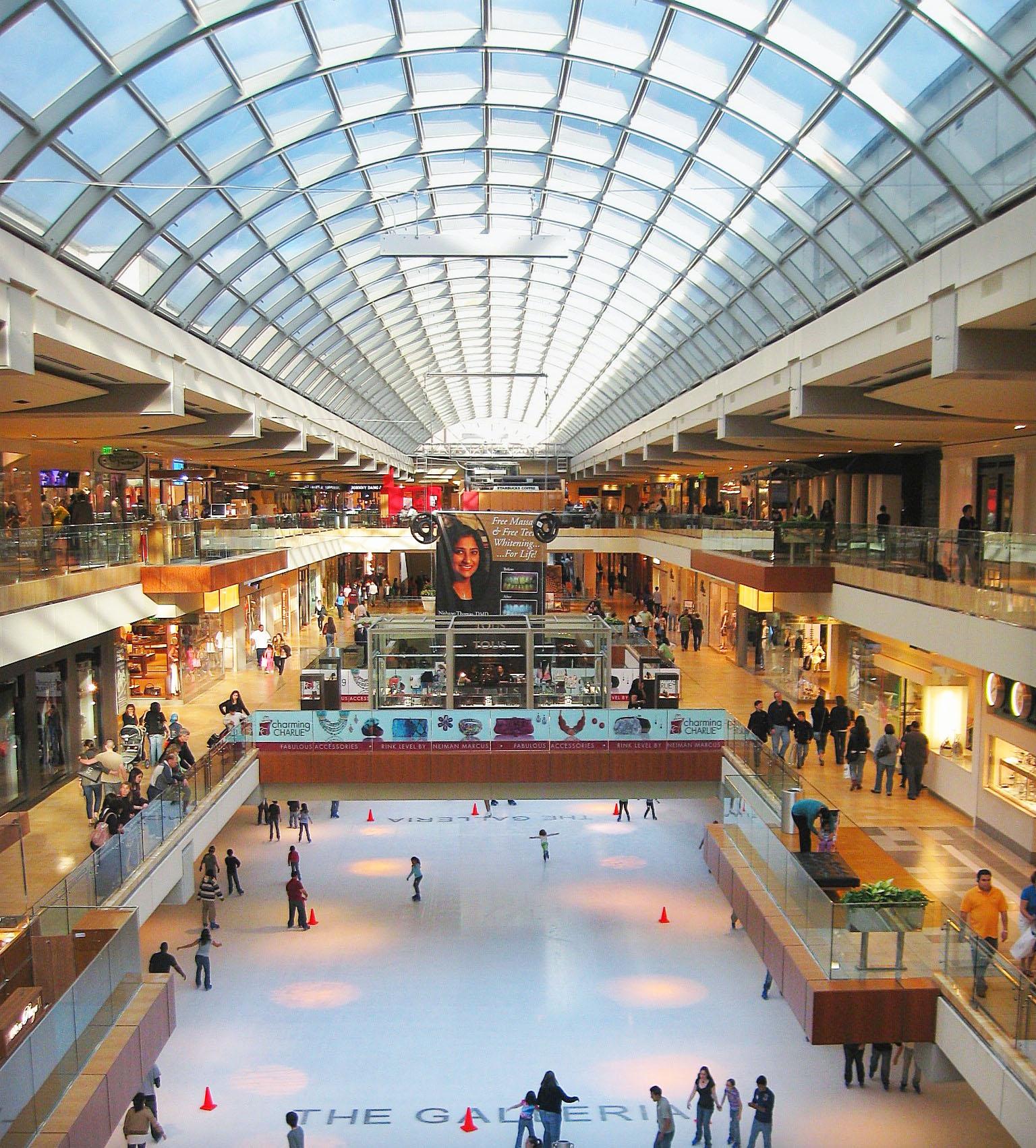
Торговый центр Galleria

Значительная часть внешней торговли города проходит через его порт, занимающий по итогам 2021 года первое место среди портов США по иностранному тоннажу (193,8 млн коротких тонн) и объёму иностранных и внутренних перевозок (276 млн коротких тонн), а также третье место по стоимости иностранных грузов ($169,7 млрд). В течение 2023 года свыше 50 иностранных фирм из 23 стран объявили о реализации более чем 38 проектов в Хьюстоне на сумму $2 млрд, также имеется 17 иностранных банков из 9 стран.
Отрасль туризма в 2023 году принесла прибыль на $18,4 млрд и обеспечила более 137 тысяч рабочих мест в регионе. На конец 2023 года туристов обслуживало было 1444 отеля и мотеля.
В городе находятся магазины крупных розничных сетей Wal-Mart, Kroger, H-E-B, Target, Randall's Food Markets и других. Кроме того, внимание привлекает Galleria — крупнейший торговый центр в Техасе и 8-й в США.

### Информационные технологии

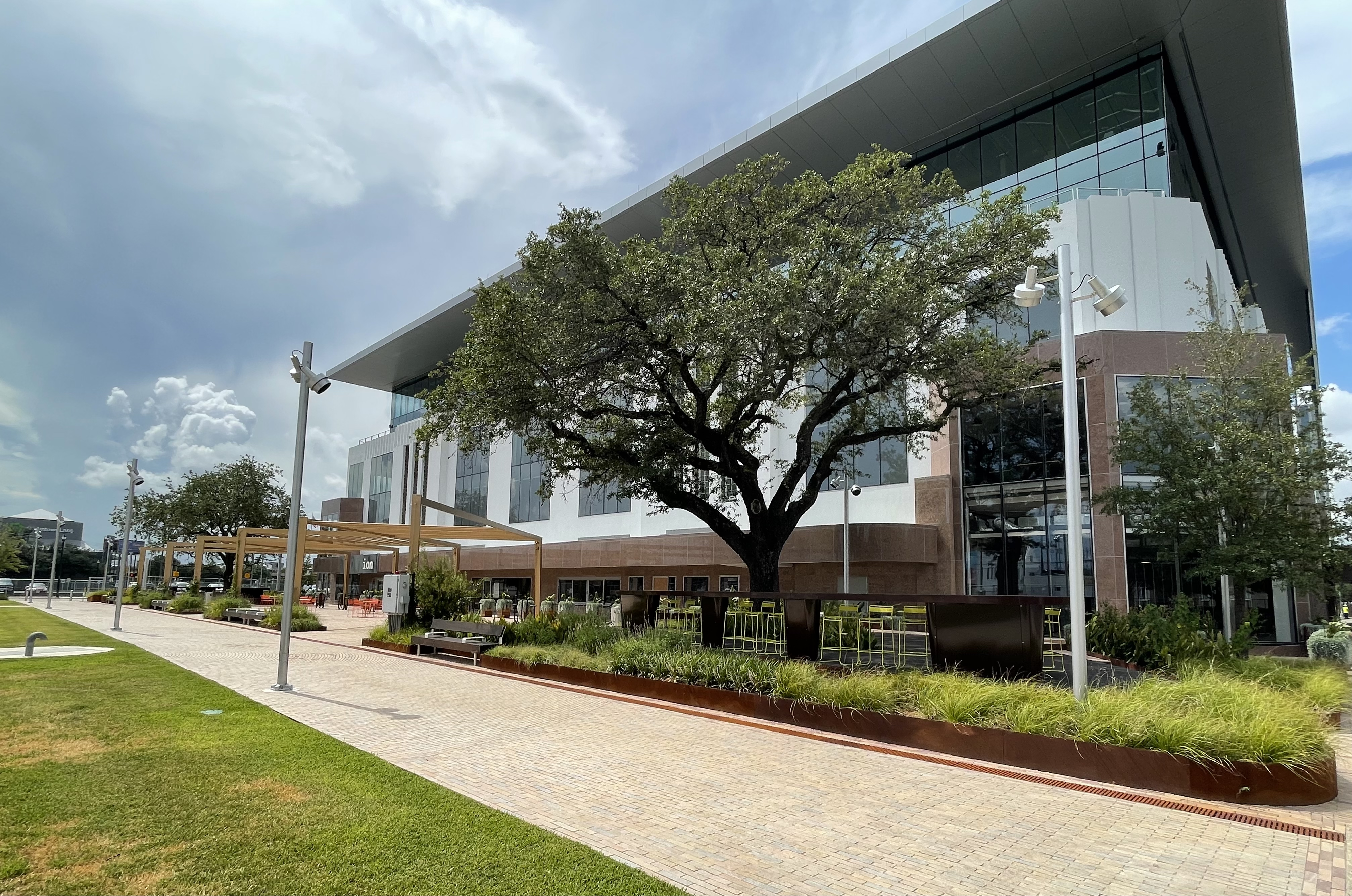
Технопарк Ion District

В 2024 году 9 300 компаний в Хьюстоне задействованы в сфере информационных технологий, в том числе более тысячи стартапов, поддерживаемых венчурным капиталом. За 2023 год венчурное финансирование в регионе составило $ 1,6 млрд. Крупнейшими ИТ-работодателями в городе являются Asurion, Amazon Web Services, Dell, HighRadius, HP Enterprise, HP Inc., IBM, PROS, BMC Software, Siemens, Honeywell, Oracle и Microsoft.
В то же время в Хьюстоне расположено два десятка стартапов. По состоянию на 2023 год в регионе имеется свыше 80 организаций по разработке стартапов, включая бизнес-инкубаторы, бизнес-акселераторы, креативные пространства, коворкинги, некоммерческие и академические учреждения, которые способствуют росту городской технологической экосистемы и формируют сеть источников, помогающих предпринимателям в ИТ-сфере.
Самыми значимыми объектами ИТ-сферы Хьюстона являются образный район «Инновационный коридор» и технопарк Ion District. «Инновационный коридор» сформирован следующими друг за другом четырьмя районами Хьюстона, в которых сосредоточены основные городские офисные посещения, академические, культурные, научные и инновационные центры: Даунтаун, Мидтаун, Музейный район и Техасский медицинский центр. В здании технопарка Ion District стоимостью $ 100 млн, сформированного на базе университета Райса, расположены офисы известных технологических компаний, пространства для совместной работы начинающих стартапов и общие пространства для мероприятий.

## Транспорт

### Автомобильный транспорт

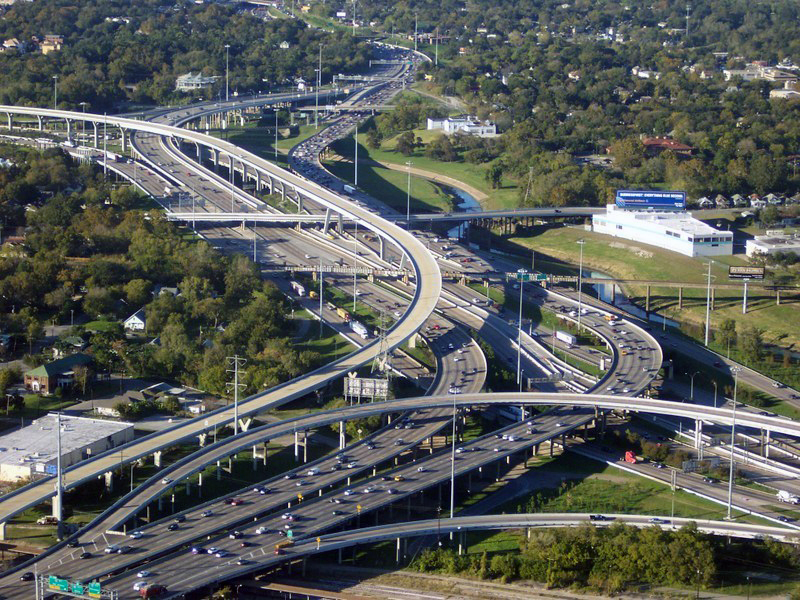
Пересечение трасс I-45 и I-10

Преобладающим видом транспорта по оценкам Бюро переписи населения США за 2022 год является автомобиль, так как на нём на работу ездят 78,4 % жителей города, из которых 67,6 % ездят поодиночке и 10,7 % по карпулингу, пользуются общественным транспортом лишь 3 %, ездят на такси или на велосипеде 4,5 %, а работают на дому или ходят до работы пешком 12,5 % и 1,7 % соответственно.
Общая протяжённость сети автострад и автомагистралей на 2023 год — 5 536 и 18 953 км соответственно. Через город проходят две главные федеральные магистрали: Interstate 45 и Interstate 10, связывающие юг с севером и запад с востоком соответственно. Другими крупными магистралями в городе являются US 59, US 90, US 290, SH 146, SH 225, SH 249, SH 288, SH 6, Hardy Toll Road и Westpark Tollway. Также дорожная система Хьюстона имеет три транспортных кольца: Interstate 610, Sam Houston Tollway и формирующееся Texas State Highway 99. По состоянию на 2023 год у кольца Texas State Highway 99, которое по завершении проекта должно состоять из 11 сегментов длиной в 290 километров, построено 8 сегментов, три из которых открыты в мае 2022 года на северо-восточном направлении.
Основной проблемой транспорта Хьюстона являются пробки, так как, согласно исследованию Института транспорта техасского университета A&M за 2022 год, жители Хьюстона в среднем потратили 69 часов на стояние в пробках, что поставило Хьюстон на 14 место по данному показателю. В рейтинге самых загруженных трасс 2021 года, составленном Институтом транспорта, в первых 20 местах значатся различные сегменты трасс Interstate 610, Interstate 45, Interstate 10, US 90, SH 288 и US 59.

### Общественный и велосипедный транспорт
Оператором услуг общественного транспорта в Хьюстоне, представленного автобусами и скоростным трамваем, является Управление городского транспорта округа Харрис (METRO). Ежедневный пассажиропоток общественного транспорта в четвёртом квартале 2021 года составил 128,6 тысяч человек, из них 34,3 тысячи — на скоростном трамвае. За 2021 год пассажиропоток скоростного трамвая составил 8,8 миллионов человек, а автобусного движения — 33,1 миллиона человек.
Автобусное движение, открытое одновременно с основанием компании METRO в 1979 году, сейчас насчитывает 114 маршрутов, обеспеченных автобусным парком из 1236 машин. 95 % населения имеет доступ к автобусному движению в пределах 400 метров ходьбы. Трамвайная система, именуемая METRORail, была запущена в 2004 году и на данный момент насчитывает 3 линии общей длиной в 36,5 км, 39 станций и 76 вагонов.
В Хьюстоне имеется система велопроката Houston B-cycle, запущенная в 2012 году. В 2022 году система включала в себя 155 станций, а горожанами было совершено свыше 192 тысячи поездок.

### Авиационное и железнодорожное сообщения

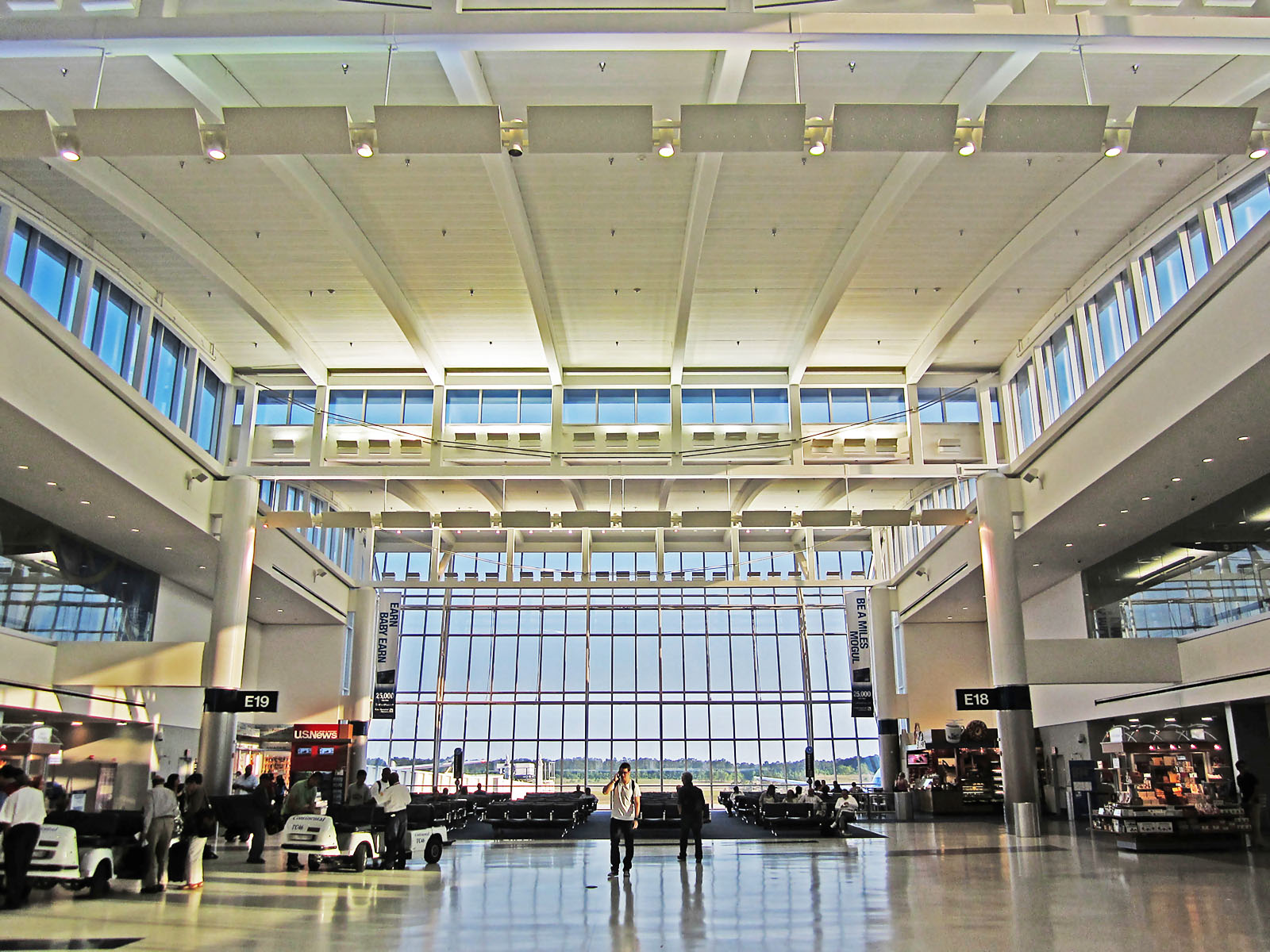
Хьюстон Интерконтинентал

За авиасообщение в городе отвечает специальная служба — Система аэропортов Хьюстона, в ведении которой находятся три городских аэропорта: Хьюстон Интерконтинентал имени Джорджа Буша, аэропорт имени Уильяма П. Хобби и аэропорт Эллингтон.
Аэропорт Хьюстон Интерконтинентал, расположенный в 37 километрах к северу от центра города и открытый в 1969 году для коммерческих авиаперевозок, был построен для снижения нагрузки на единственный на тот момент аэропорт имени Уильяма П. Хобби. Пассажиропоток в 2023 году составил 46,1 миллионов человек, аэропорт занял 36 место среди аэропортов мира данному показателю и 15 место среди аэропортов США.
Аэропорт имени Уильяма Хобби, находящийся 12 километрах к югу от центра Хьюстона, был открыт в 1927 году в качестве посадочной площадки, но через десять лет выкуплен муниципалитетом и реконструирован. Во время Второй мировой войны аэродром служил тренировочным полигоном, а первый международный рейс был принят в 1948 году. Ещё в 1950-е годы аэропорт оказался перегруженным, в результате чего в 1969 году был построен второй аэропорт — Хьюстон Интерконтинентал, однако часть перевозчиков осталась в старом аэропорту. По итогам 2023 года пассажиропоток в аэропорту составил 13,9 миллионов человек, что ставит аэропорт на 36 место в США по загруженности.
Аэропорт Эллингтон был построен в 1917 году и расположен в 24 километрах к югу от центра города. Аэропорт стал тренировочным центром военно-воздушных сил, но был закрыт в 1920 году и восстановлен в 1941 году в свете Второй мировой войны в качестве тренировочной базы для лётчиков и штурманов. После войны аэропорт продолжил быть тренировочным центром для воздушных войск, а на данный момент он служит объектом для нужд НАСА, вооружённых сил США, Министерства внутренней безопасности и разных арендаторов гражданской авиации общего назначения. В 2015 году аэропорт стал 10-м в США лицензированным коммерческим космодромом.
Железнодорожная инфраструктура Хьюстона состоит из восьми основных линий и пяти линий-ответвлений, а основными компаниями, осуществляющими железнодорожные услуги, являются BNSF Railway, Kansas City Southern Railway и Union Pacific Railroad. Промышленная зона судоходного канала обслуживается Галвестонской железной дорогой, Port Terminal Railroad Association и Texas City Terminal Railway. Также через город проходит железнодорожная линия Sunset Limited системы Amtrak по маршруту Новый Орлеан-Сан-Антонио-Лос-Анджелес, пассажиропоток станции Хьюстон в финансовом 2023 году составил 26 945 человек.

## Городское благоустройство

### Жилой фонд
На 2020 год в Хьюстоне насчитывалось 982 694 дома, из них свыше 23 % построено после 1999 года. В 11 % жилых помещениях на 2020 год не было постоянных жильцов по иным причинам. Также в городе наблюдается высокая мобильность населения, так как у 45,6 % хьюстонцев последний переезд был в 2015—2020 годах.
| Дата постройки домов | Дата постройки домов | Дата постройки домов |
| Период               | Количество           | %                    |
| -------------------- | -------------------- | -------------------- |
| 2014—2020            | 60 812               | 6,19 %               |
| 2000—2013            | 166 341              | 16,93 %              |
| 1980—1999            | 241 464              | 24,57 %              |
| 1960—1979            | 328 345              | 33,41 %              |
| 1940—1959            | 144 279              | 14,68 %              |
| 1939 и ранее         | 41 453               | 4,22 %               |
| Всего                | 982 694              | 100 %                |

| Последний переезд людей | Последний переезд людей | Последний переезд людей |
| Период                  | %                       |                         |
| ----------------------- | ----------------------- | ----------------------- |
| 2019—2020               | 7,8 %                   |                         |
| 2015—2018               | 37,8 %                  |                         |
| 2010—2014               | 20,3 %                  |                         |
| 2000—2009               | 17 %                    |                         |
| 1990—1999               | 8,3 %                   |                         |
| 1989 и ранее            | 8,8 %                   |                         |
| Всего                   | 100 %                   |                         |

За городской жилищный фонд отвечает компания «Хьюстонское управление жилищного хозяйства» (Houston Housing Authority — ННА), управляемая местными властями. Компания появилась в 1938 году, а в 1970-х и 1980-х годах происходило расширение организации по мере роста населения. В Хьюстоне реализуется два вида жилищных программ, ориентированных на слои населения с низким достатком, на пожилых людей и инвалидов: «ваучерная программа» и «государственное жильё». «Ваучерная программа» предлагает льготную оплату аренды дома, в этом случае семья платит аренду в размере 30-40 % от своего дохода. Программа «государственное жильё» реализует в Хьюстоне 8-й пункт федерального закона о жилье (1937 год), предусматривающий льготное выделение домов незащищённым слоям населения. Данной программой воспользовалось более 60 тысяч хьюстонцев.

### Коммунальная инфраструктура
По данным на 2022 год, предоставленным некоммерческой организацией по охране земельных ресурсов The Trust for Public Land, в Хьюстоне находятся 664 парка, а общая площадь озеленения составляет 180 км², вся территория зелёных угодий занимает 12 % от общей территории, занимаемой городом. В 10-минутной доступности от парков проживает 60 % населения.
Система водоснабжения Хьюстона включает в себя водопроводную сеть Хьюстона длиной 11,3 тыс. км, три водоочистные станции и 92 насосные станции. Ежедневно жителями города расходуется чуть более 1,5 млрд литров воды. Водохранилища Хьюстон, Конро, Ливингстон — основные источники питьевой воды. Средняя глубина скважин, из которых подаётся вода — 228 метров. В воде, которая течёт из кранов жителей города, содержатся 46 вредных химических веществ. По сравнению с 2004 годом, их количество сократилось, но, несмотря на это, Хьюстон занимает 95 место из 100 крупнейших городов США по качеству воды. Водоснабжением города занимается компания Drinking Water Operations. Городская канализационная система состоит из сети длиной 11,2 тыс. км и 124,5 тысяч люков.
В Хьюстоне расположена электростанция компании Calpine, именуемая Channel Energy Center, её максимальная мощность составляет 827 мегаватт (базовая — 743 мегаватт).

## Население

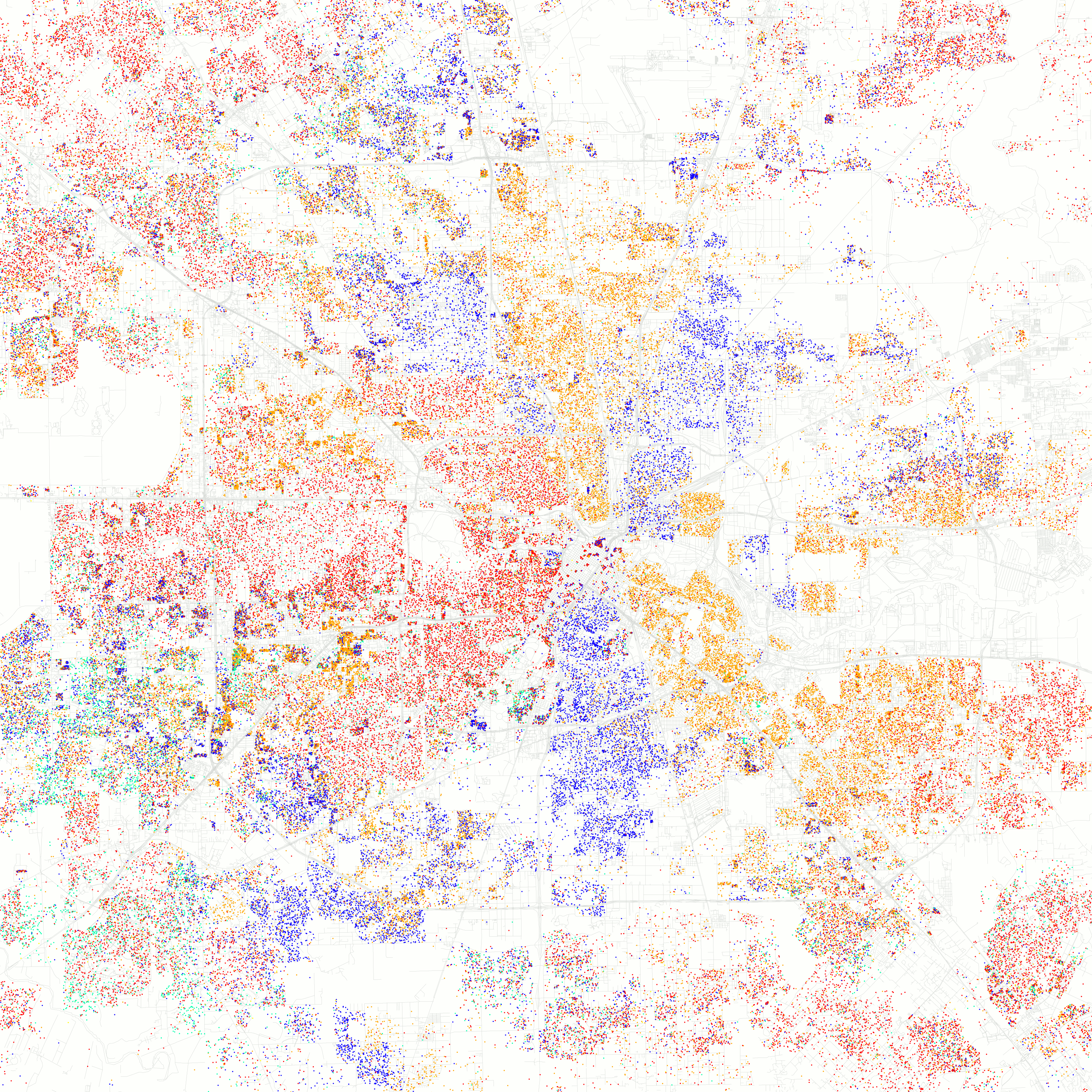
Этническая карта Хьюстона

### Динамика и структура населения
Согласно оценке Бюро переписи населения США в 2023 году в Хьюстоне проживало 2 314 157 человек. По данным последней переписи населения в США в 2020 году население города насчитывало 2 304 580 человек, что на 9,7 % больше показателя при переписи 2010 года. Население города, начиная с его основания, постоянно растёт: в 1960-х годах оно достигло одного миллиона жителей, а в 2000-х годах превысило два миллиона. Плотность населения в среднем составляет 1379 чел./км².
Средний возраст граждан составляет 33,3 года, а возрастной состав населения в 2020 году был следующим образом: до 19 лет — 27,09 %; от 20 до 44 лет — 39,77 %; от 45 до 64 лет — 22,15 %; от 65 лет — 10,99 %. Количество мужчин от всего населения — 49,8 %, женщин — 50,2 %.

### Этнический и конфессиональный состав, языки
По результатам переписи населения 2020 года этнический состав города выглядит следующим образом: латиноамериканцы — 44 % (1 013 423 человек), белые — 23,7 % (545 989 человек), негры — 22,1 % (509 479 человек), азиаты — 7,2 % (165 189 человек), прочие — 3,1 % (70 500 человек). За 2010-е годы в процентном отношении доля латиноамериканцев незначительно возросла с 43,8 %, доля белых и афроамериканцев уменьшилась (было 25,6 % и 23,1 % соответственно), доля азиатов и иных национальностей увеличилась (5,9 % 1,5 % соответственно).
| Этносостав       | 2020    | 2010    | 2000    | 1990    | 1980    |
| ---------------- | ------- | ------- | ------- | ------- | ------- |
| Латиноамериканцы | 43,97 % | 43,80 % | 37,41 % | 27,61 % | 17,64 % |
| белые            | 23,69 % | 25,62 % | 30,81 % | 40,62 % | 52,28 % |
| Афроамериканцы   | 22,11 % | 23,15 % | 24,97 % | 27.46 % | 27,36 % |
| Азиаты           | 7,17 %  | 5,95 %  | 5,46 %  | 4,11 %  | 2,15 %  |
| Другие           | 3,06 %  | 1,48 %  | 1,35 %  | 0,2 %   | 5,7 %   |

По состоянию на 2020 год 28,9 % населения города родилось за границей, из которых 32,8 % стали гражданами, а 67,2 % не имели гражданства. Географическое распределение иммигрантов следующее: 67,5 % — из Латинской Америки, 20,5 % — из Азии, 7 % и 4 % — из Африки и Европы соответственно, по 0,7 % и 0,3 % — из стран Северной Америки и Океании. До 1960-х годов основными иммигрантами были люди из Европы, но с принятием в 1965 году нового закона об иммиграции и гражданстве, отменившего квоты по национальности, большинство иммигрантов стало приезжать из Латинской Америки, Азии и Африки.
51,6 % жителей города разговаривают только на английском языке, 38,2 % горожан владеют испанским языком, остальные языки имеют незначимое распространение — 4,5 % и 3,5 % жителей говорят на других азиатских и европейских языках соответственно. Всего в городе разговаривают более чем на 145 языках.
По оценке Public Religion Research Institute в 2020 году религиозные предпочтения среди жителей были следующие: 73 % — христианство (40 % — протестантство, 29 % — католицизм и 4 % — прочее), 2 % — ислам, по 1 % — иудаизм и буддизм. 21 % граждан являются нерелигиозными.

## Социальная сфера

### Здравоохранение

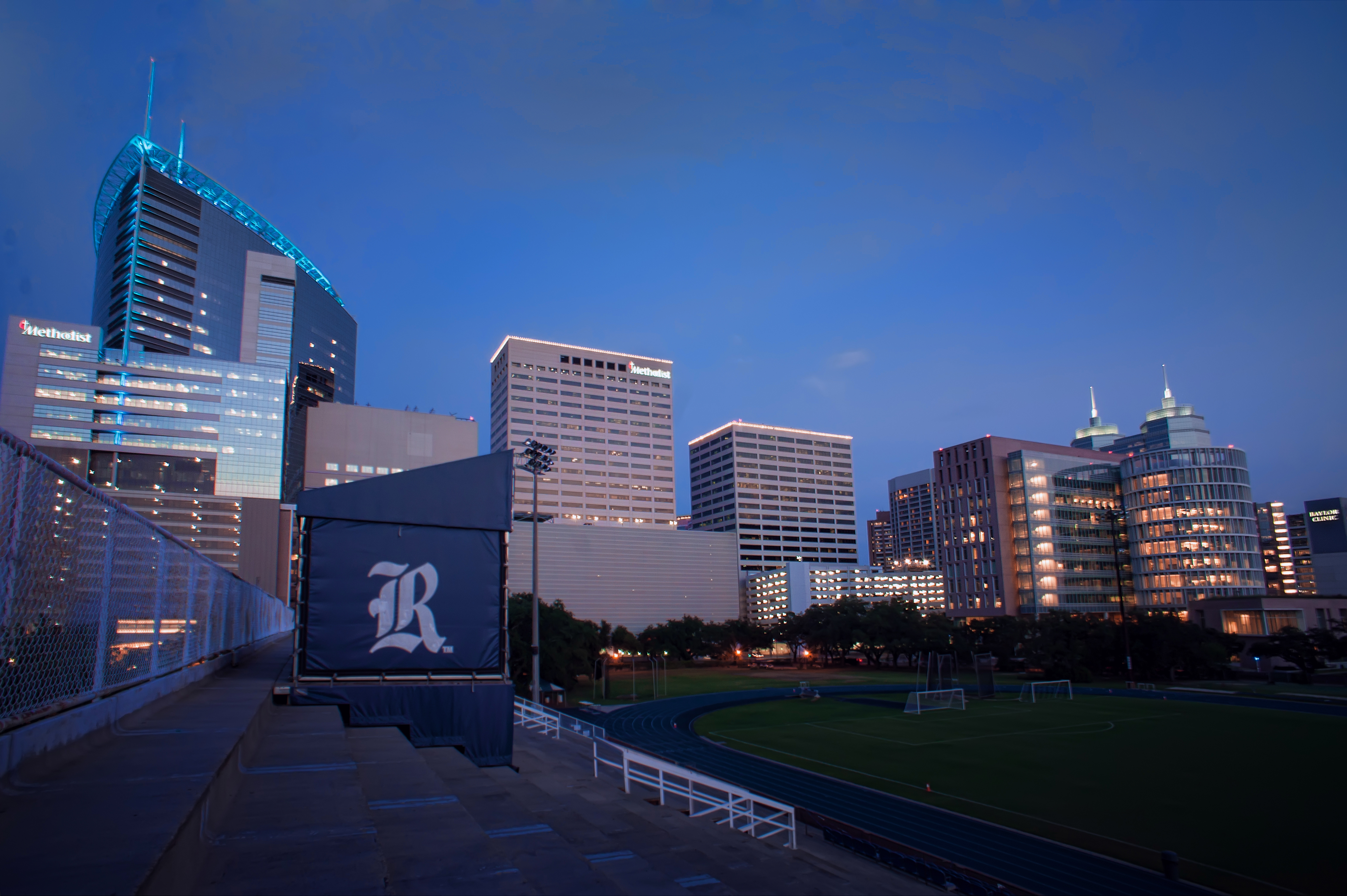
Техасский медицинский центр

Важную роль в здравоохранении Хьюстона играет основанный в 1945 году Техасский медицинский центр, представляющий собой комплекс из 63 учреждений и являющийся крупнейшим в мире медицинским центром по количеству больниц, врачей, площади и пациентов. В Техасском медицинском центре работают свыше 106 тысяч сотрудников, а сам центр обслуживает свыше 10 миллионов посещений в год. Самыми значимыми в центре больницами являются крупнейшие в мире в своём профиле Онкологический центр М. Д. Андерсона и Техасская детская больница. По состоянию на 2020 год в системе здравоохранения Хьюстон работало 19 493 врачей и свыше 376 тысяч сотрудников целом, а сама система включала в себя 21 391 учреждение, включая 13 899 центров внебольничной помощи, 6512 учреждений социальной помощи, 740 интернатов или учреждений для престарелых и 240 больниц.
В период с 2016 по 2020 годы в округе Харрис произошло 138 924 смертей, 71,6 % из которых пришлось на десять самых распространённых причин: сердечно-сосудистые заболевания (21,75 %), онкология (20,12 %), несчастные случаи (6,42 %), цереброваскулярные болезни (5,4 %), болезнь Альцгеймера (3,7 %), хроническая обструктивная болезнь лёгких (3,58 %), сахарный диабет (3,03 %), сепсис (2,61 %), COVID-19 (2,61 %) и заболевание почек (2,38 %). Ожидаемая продолжительность жизни в округе Харрис в 2021 году составила 79,9 лет.

### Образование
Район Большого Хьюстона на 2024 год насчитывает 64 школьных округа и свыше 1,3 миллиона обучающихся в школе. Крупнейшим школьным округом Хьюстона и Техаса, а также 9-м в США, является Хьюстонский независимый школьный округ (HISD), на 2023 год включавший в себя 274 школы и 184 тысячи учеников. За пределами школьных округов функционируют 43 утверждённые государством чартерные управляющие организации по управлению чартерными школами, а также около 200 частных школ. На 2020 год 90,1 % обучающихся получало образование в государственных школах, 9,9 % — в частных
В Хьюстоне и в пределах 160 км от города находится 33 учреждения академического обучения, из которых 21 — высшие учебные заведения, а 12 — общественные колледжи. В городе в 2022 году обучалось 424 тысячи студентов, из которых 229 тысячи — студенты высших заведений, а 195 тысяч — обучающиеся колледжей. В городе расположено три исследовательских университета первого уровня (Tier I), имеющих высший рейтинг по системе классификации Карнеги для исследовательской деятельности: университет Райса, Хьюстонский университет и Техасский университет A&M. Также в городе существует государственная Система Хьюстонского университета, в которую объединены четыре университета: Хьюстонский университет, университет Хьюстон — Клир-Лейк, университет Хьюстон-Даунтаун и Хьюстонский университет в Виктории. Тремя самыми крупными университетами по числу поступивших в 2023 году составили (в тысячах): Техасский университет A&M (69,5), Хьюстонский университет (46,5) и Государственный университет Сэма Хьюстона (20,7).
Из частных университетов наиболее примечательным является университет Райса, имеющий высшие показатели в международных рейтингах среди всех университетов города, а в данных рейтингах представлены следующие университеты:
| Университеты                                                       | QS 2023 | ARWU 2022 | THE 2023 |
| ------------------------------------------------------------------ | ------- | --------- | -------- |
| Университет Райса                                                  | 100     | 101—150   | 147      |
| Техасский университет A&M                                          | 164     | 151—200   | 181      |
| Хьюстонский университет                                            | 751—800 | 301—400   | 601—800  |
| Онкологический центр имени М. Д. Андерсона Техасского университета | —       | 80        | —        |
| Медицинский колледж Бэйлора                                        | —       | 151—200   | —        |
| Центр медицинских наук Техасского университета в Хьюстоне          | —       | 201—300   | —        |
| Медицинское отделение Техасского университета                      | —       | 401—500   | —        |

По состоянию на 2020 год 34,31 % жителей Хьюстона старше 25 лет имеют высшее образование, из них 20,69 % — бакалавры и 13,62 % — магистры. 23,34 % граждан закончили колледж без диплома или имеют степень ассоциата по окончании двухгодичного обучения в образовательном учреждении, 22,09 % окончили школу, а 20,26 % — не окончили школу.

### Преступность

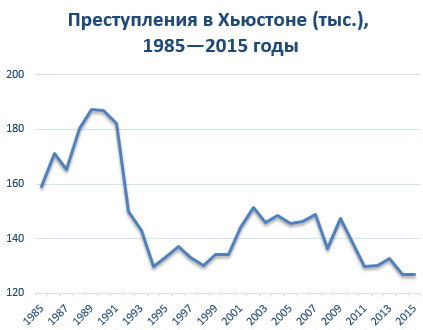
Число преступлений в Хьюстоне за период 1985—2015 годов

Штат департамента полиции Хьюстона на 2019 год насчитывал 6337 сотрудников (5264 полицейских и 1073 остальных сотрудника).
Уровень преступности в Хьюстоне с 1960-х годов неуклонно повышался. В 1970-е годы число особо тяжких преступлений значительно увеличилось на 85 % и только за 1981 год — на 17 %, что стало самым высоким показателем среди городов США. В 1970—1973 годах серийный убийца Дин Корлл со своими сообщниками изнасиловали и убили 28 юношей, эти события известны как «хьюстонские массовые убийства» («Houston Mass Murders»). Преступность продолжала расти, достигнув наибольшего количества преступлений в 1988—1991 годах (свыше 180 000 преступлений за каждый год). Мэр Боб Ланье, вставший на пост в 1992 году, увеличил финансирование полиции, в результате чего преступность снизилась на 31,4 % за время его правления (1992—1997 годы). Преступность продолжила снижаться и дальше, в 2011 году было зафиксировано наименьшее количество убийств с 1965 года.
Из-за близкого расположения к Мексике и наличия в городе крупных аэропортов и автомобильных трасс Хьюстон стал одним из главных центров США по незаконному экспорту наркотиков, а также по торговле людьми. С декабря 2007 года по июнь 2015 года в Хьюстоне было выявлено 717 случаев торговли людьми.

## Культура

### Музеи и театры
В Хьюстоне на 2023 год в исполнительском и изобразительном искусствах задействовано свыше 550 учреждений и 25 тысяч граждан, ежегодно данная отрасль в экономическом плане составляет свыше одного миллиарда долларов.
Одним из основных центров культурной жизни является расположенный в центре города Театральный район Хьюстона, состоящий из семнадцати зданий и имеющий суммарно 13 000 мест, а в качестве основного ядра выступают пять центров: Аллея-театр, Хобби-Центр исполнительных искусств, Джонс-холл, музыкальный центр Байу и театральный центр Уортэма. Аллея-театр предлагает посетителям свыше 500 спектаклей в год. Джонс-холл является домом для хьюстонского симфонического оркестра.
Ежегодно музейный район посещают 8,7 миллиона человек. Основные музеи Хьюстона: Детский музей, Музей современного искусства, Музей огня, Музей здоровья, Музей холокоста, Коллекция Менил, Музей изящных искусств, Музей естественных наук, Музей погоды.
|                        |  |                         |  |                                     |
| Музей изящных искусств |  | Музей естественных наук |  | Хобби-Центр исполнительных искусств |

### Мероприятия

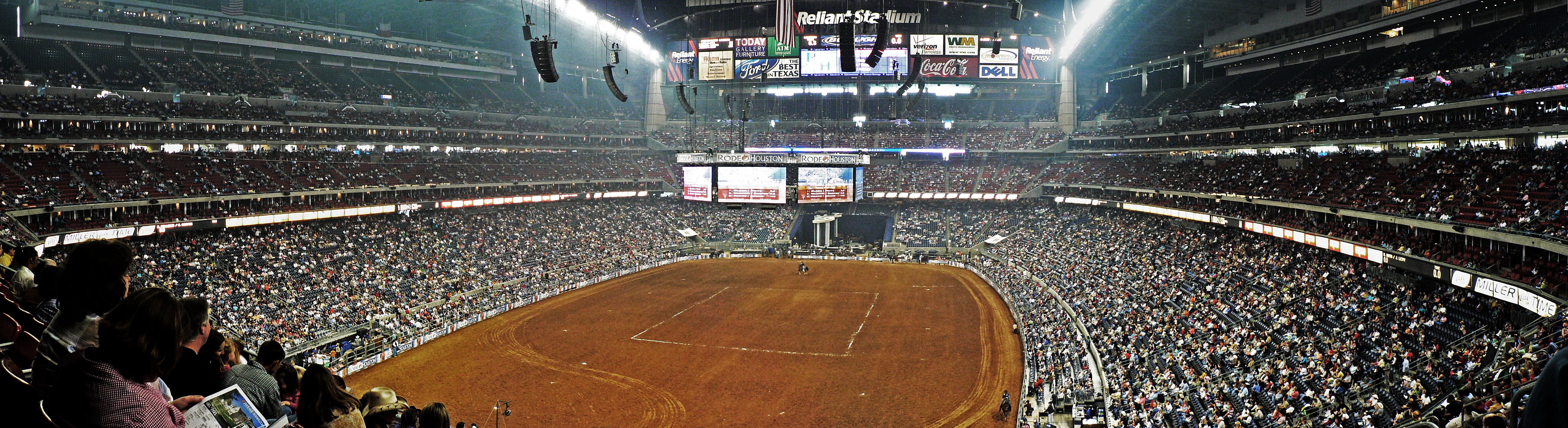
Хьюстонский фестиваль животноводства и родео

В Хьюстоне ежегодно проводятся различные мероприятия и праздники. На протяжении двадцати дней, с конца февраля по начало марта, проходит крупнейшее в мире родео — Хьюстонский фестиваль животноводства и родео, которое ежегодно посещают более 2 млн человек. Другим крупным мероприятием является ночной гей-парад, проходящий в конце июня. Ежегодно в городе проходят Греческий фестиваль и парад арт-автомобилей. Один раз в два года проходит арт-фестиваль «Байю-сити», входящий в пятёрку лучших фестивалей искусств. Также ежегодно в январе проходит марафон, собирающий больше 20 000 желающих.

### Достопримечательности

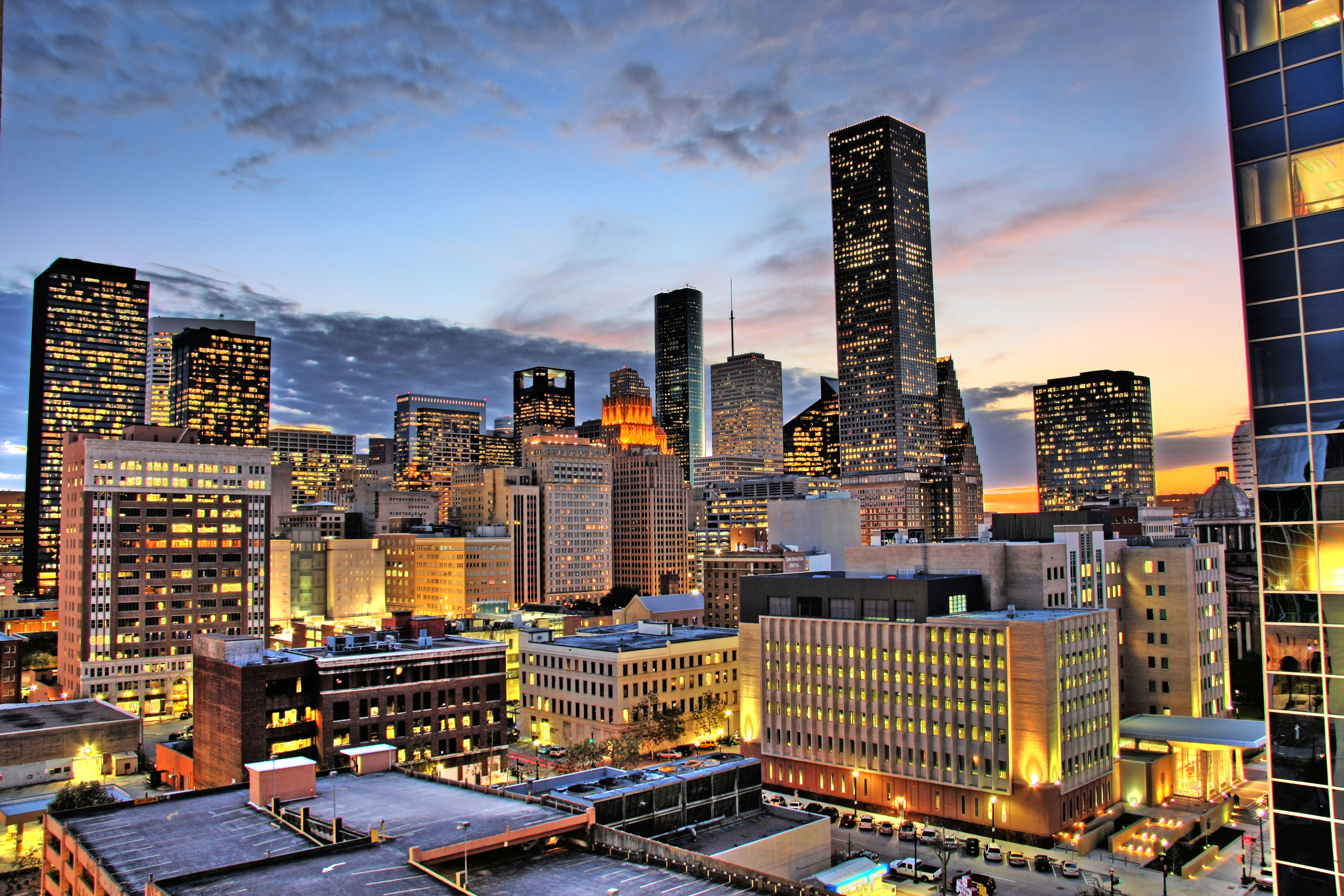
Даунтаун Хьюстона

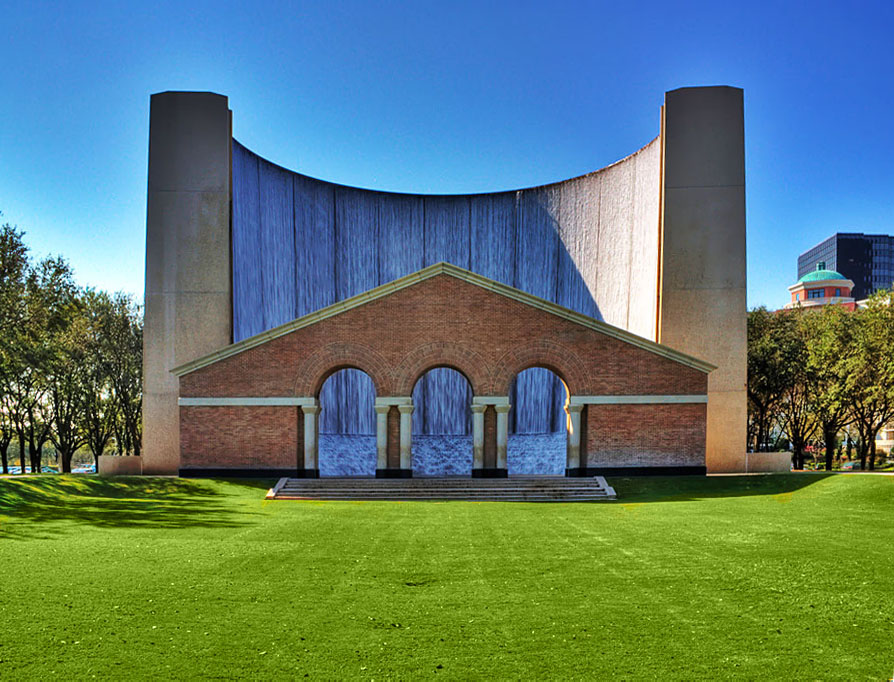
Уильямс-Уотерволл

Архитектура Хьюстона включает в себя большое количество архитектурных стилей. Город вдохновлял многих архитекторов, так как Хьюстон быстро перерастал в международно признанный торговый и промышленный центр Техаса и США. Город застроен относительно равномерно. При этом в районах малоэтажной застройки нет высотных зданий. Небоскрёбы расположены только в даунтауне, исключением является 64-этажный небоскрёб Уильямс-Тауэр высотой 275 метров, находящийся в спальном районе.
В даунтауне проложена система туннелей и крытых переходов общей протяжённостью в 9,7 км, которая соединяет 95 кварталов. В самом туннеле располагается множество ресторанов и магазинов. Если в 1960-е года XX века городской центр состоял лишь из невысоких зданий, то в 1970-х и 1980-х годах было построено несколько десятков небоскрёбов, в том числе самая высокая в городе 302-метровая башня JPMorgan Chase в 71 этаж, спроектированная Бэй Юймином, также являющаяся самым высоким пятиугольным зданием в мире. Чуть больше 90 % офисных площадей располагаются в даунтауне.
Самым старым местом Хьюстона является Алленс-Лэндинг. Здесь возник город в 1837 году. Территория исторического района составляет 27 км². Сейчас на этом месте находится Аллен-парк и Даунтаунский университет Хьюстона.
В Хьюстоне находится Епископальная церковь Троицы в районе Мидтаун. Дата постройки этого сооружения — 1919 год. Церковь построена в неоготическом стиле фирмой «Крам и Фергюсон». Эта компания также известна своими работами нескольких зданий университета Райса и Хьюстонской публичной библиотеки. Также установлен памятник техасской революции. Монумент Сан-Хасинто представляет собой высокую колонну высотой в 174 метра с 220-тонной звездой на вершине. В районе Хайтс находятся старинные бунгало, построенные в начале XIX—XX веков. Чуть южнее небоскрёба Уильямс-Тауэр в районе Аптаун находится многоэтажный скульптурный фонтан — Уильямс-Уотерволл. Фонтан был построен в 1983 году и представляет собой полукруг высотой 20 метров, окружённый парком из 118 техасских вечнозелёных дубов.
Всего в городе насчитывается 337 парков. Известные парки: Герман-Парк, Терри-Херши-парк, Лейк-Хьюстон-Парк, Мемориал-Парк, парк Спокойствия, парк Сэма Хьюстона. В парке Сэма Хьюстона находятся дома, построенные между 1823 и 1905 годами.

### Хьюстон в массовой культуре
Официальное прозвище Хьюстона — «Space city», которое можно перевести, как «космический город», «город космонавтики» или «космоград». Название дано из-за того, что здесь находится космический центр имени Линдона Джонсона. Всего город имеет 12 прозвищ.
В американской разговорной речи есть популярная фраза: «Хьюстон, у нас проблема» (англ. Houston, we’ve had a problem), появившаяся после неудачной миссии Аполлон-13. В Хьюстоне проходили съёмки фильма «Аполлон-13», в основу сюжета которого легли реальные события миссии.

## Средства массовой информации

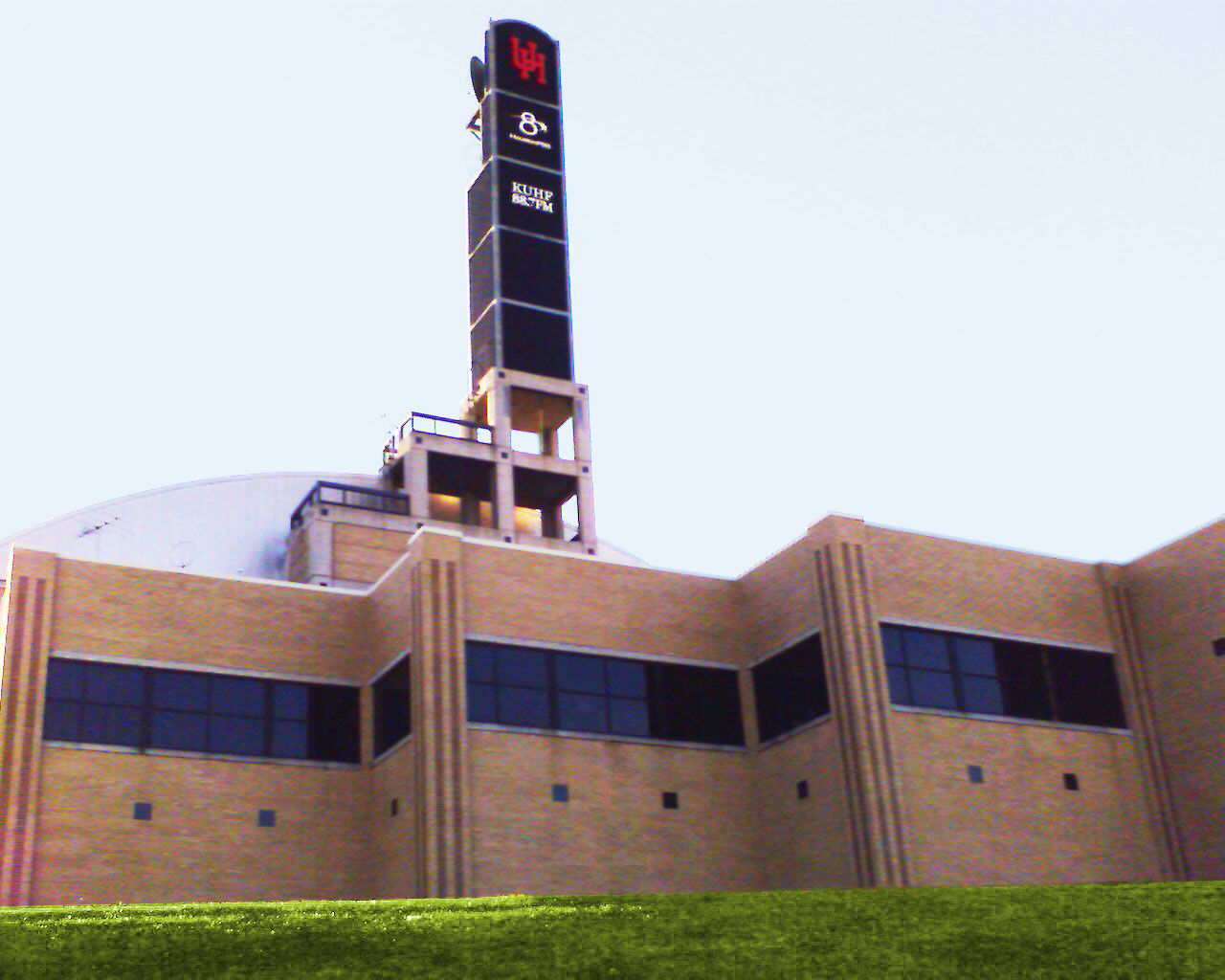
Вещательный центр, откуда вещают радиостанции KUHT и KUHF

Медиасфера Хьюстона насчитывает 383 средства массовой информации, в том числе 245 печатных изданий, 103 интернет-изданий, 28 радиостанций и 7 телестанций.
Телевизионный рынок Хьюстона по итогам 2022 года является восьмым по величине в США, а основными телеканалами являются: KPRC-TV (2 канал, партнёр NBC), KHOU (11 канал, CBS), KTRK-TV (13 канал, ABC), KRIV (26 канал, Fox), KIAH (39 канал, The CW), KXLN-DT (45 канал, Univision) и KTMD (47 канал, Telemundo).
Наиболее популярными радиостанциями в городе являются: KODA («Sunny», 99,1 FM), KTBZ («The Buzz», 94,5 FM), KLTN («Qué Buena», 102,9 FM), KMJQ («Majic», 102,1 FM), KGLK («The Eagle», 107,5 FM), KSBJ («God Listens», 89,3 FM), KKHH («Hot», 95,7 FM), KTRH («NewsRadio», 740 AM), KOVE («Somos Amore», 106,5 FM), KKBQ («The New», 92,9 FM).
Главной газетой Хьюстона является Houston Chronicle, основанная в 1901 году и выходящая ежедневно. Данная газета является крупнейшим городским работодателем в сфере СМИ. По состоянию на 2023 год Houston Chronicle имеет еженедельно 15 миллионов посетителей веб-сайта и 825 тысяч ежедневных читателей бумажного формата. Другими значимыми изданиями в печатном и цифровом формате являются: Bisnow, Community Impact, Culture Map Houston, Houston Business Journal, Houston Press, Houston Public Media, Houstonia Magazine, Houston CityBook, Intown Magazine, PaperCity и Realty News Report.

## Спорт
В Хьюстоне есть спортивные команды от всех главных профессиональных спортивных лиг Америки, за исключением НХЛ:
| Клуб              | Вид спорта          | Лига                                  | Стадион                     | Год основания | Победы в чемпионатах |
| ----------------- | ------------------- | ------------------------------------- | --------------------------- | ------------- | -------------------- |
| «Хьюстон Астрос»  | бейсбол             | Главная лига бейсбола                 | Минит-Мэйд-парк             | 1962          | 2017                 |
| «Хьюстон Рокетс»  | баскетбол           | Национальная баскетбольная ассоциация | Тойота-центр                | 1967          | 1994, 1995           |
| «Хьюстон Тексанс» | американский футбол | Национальная футбольная лига          | Эн-ар-джи Стэдиум           | 2002          | Нет                  |
| «Хьюстон Динамо»  | футбол              | Главная лига футбола                  | Би-би-ви-эй Компасс Стэдиум | 2005          | 2006, 2007           |
| «Хьюстон Даш»     | женский футбол      | Национальная женская футбольная лига  | Би-би-ви-эй Компасс Стэдиум | 2016          | Нет                  |
| «Хьюстон Хит»     | спортивный пейнтбол | Национальная лига ИксБол              | Виктори Пейнтбол Парк       | 2012          | 2018, 2019           |

Арена «Тойота-центр», являющаяся домашней ареной для баскетбольной команды «Хьюстон Рокетс», вмещает в себя до 18 тысяч зрителей. «Би-би-ви-эй Компасс Стэдиум» с вместимостью 22 тысячи зрителей, на котором выступают мужская и женская футбольные команды «Хьюстон Динамо» и «Хьюстон Даш», также принимает различные концерты. «Эн-ар-джи Стэдиум» вмещает в себя почти 72 тысяч зрителей, является домашним стадионом для команды американского футбола «Хьюстон Тексанс», а также является местом для проведения ежегодного фестиваля животноводства и родео. «Минит-Мэйд-парк» является домашней ареной для бейсбольной команды «Хьюстон Астрос» и вмещает в себя 41 тысячу зрителей. Вмещающий 47 тысяч зрителей «стадион Райса», расположенный на территории университета Райса, в прошлом принимал крупные городские спортивные мероприятия. Другими крупными спортивными объектами являются «Авенида Хьюстон», «Констеллейшн Филд», «Конференц-центр Джорджа Р. Брауна», «Фертитта Центр», «NRG Парк», «NRG Центр», «NRG Арена», «Астродом» и «ТДЭКУ Стэдиум». «Астродом» стал первым куполообразным стадионом в мире и первым в НФЛ стадионом с задвигающейся крышей.
|              |  |          |  |                 |  |          |  |                             |
| Тойота-центр |  | Астродом |  | Минит-Мэйд-парк |  | Релайант |  | Би-би-ви-эй Компасс Стэдиум |

Хьюстон многократно принимал крупные спортивные мероприятия. Трижды в городе проходили матчи звёзд Высшей лиги бейсбола: в 1968, 1986 и 2004 годах. Также Хьюстон трижды принимал матчи всех звёзд НБА: в 1989, 2006 и 2013 годах. Город дважды принимал матч за чемпионство в национальной футбольной лиге — «Супербоул»: в 1974 году на стадионе «Райс» и в 2004 году на стадионе «Релайант». «Астродом» также принимал «Рестлманию Х-Семь», проходившую в 2001 году и собравшую почти 68 000 человек, а на «Релайанте» проходила «Рестлмания XXV» в 2009 году. В 1998—2001, 2006—2007 и 2013—2014 годах на улицах города проходили автогонки Гран-при.